# Mongolia Interior
Mongolia Interior, oficialmente Región Autónoma de Mongolia Interior (en mongol: Öbür mongγol-un öbertegen jasaqu orun, en chino, 内蒙古自治区; pinyin, Nèi Měnggǔ Zìzhìqū), es una región autónoma de la República Popular China. Su capital es Hohhot. Está ubicada en la región China del Norte, limitando al norte con Mongolia y Rusia, al noreste con Heilongjiang, al este con Jilin y Liaoning, al sur con Hebei, Shanxi, Shaanxi y Ningxia, y al suroeste con Gansu. 
Se denomina así en contraposición a Mongolia Exterior, que es el término usado por la República de China y gobiernos anteriores para referirse a la zona que hoy ocupa el país independiente de Mongolia y la región rusa de Tuvá.
El gobierno de la región de Mongolia Interior usa el nombre de Mongolia del Sur (Öbür Mongghul), en vez de Mongolia Interior (Dotood Mongghul); los términos interior/exterior derivan de las palabras del idioma manchú dorgi/tulergi, los cuales son vistos como chino-céntricos por algunos mongoles, que prefieren los términos norte/sur (aru/öbür).
Las fronteras de Mongolia Interior de este a oeste son las provincias de Heilongjiang, Jilin, Liaoning, Hebei, Shanxi, Shaanxi, Ningxia y Gansu, mientras que al norte limita con Mongolia y Rusia. Tiene una extensión total de 1,18 millones de kilómetros cuadrados con una población de 23,76 millones de habitantes. 

## Historia
Durante la mayor parte de su historia, las zonas central y occidental de Mongolia Interior, especialmente la región de Hetao, han estado alternativamente bajo control de los chinos agricultores del sur y los nómadas xiongnu, xianbei, kitán, nurchen y mongoles del norte. La zona oriental es, propiamente hablando, parte de Manchuria y su pertenencia histórica se ha movido más entre la alternancia entre diferentes grupos que en la lucha entre nómadas y agricultores chinos.
Durante la dinastía Zhou, estas zonas central y occidental (región de Hetao y áreas adyacentes) estaban habitadas por pueblos nómadas como los Loufan, Linhu y Di, mientras que la parte oriental lo era por los Donghu. Durante el período de los Reinos Combatientes, el Rey Wuling (340 AC-295 AC) del Estado de Zhao, establecido en lo que ahora son las provincias de Hebei y Shaanxi, desarrolló una política expansionista en la región. Tras destruir el estado de Di en Zhongshan, en la actual provincia de Hebei, derrotó a los Linhu y a los Loufan y creó la comandancia de Yunzhong, cercana a la actual Hohhot. También construyó una gran muralla a través de la región de Hetao.
Qin Shi Huang, tras unificar el Imperio chino en el 221 AC, envió al general Meng Kuo para que expulsara a los Xiongnu de la región e incorporó la vieja muralla Zhao dentro de la Gran Muralla China. Así mismo, mantuvo dos comandancias en la región, Jiuyuan y Yunzhong, y trasladó a 30 000 familias para solidificar la región. Tras el colapso de la dinastía en 206 a. C todos estos esfuerzos fueron abandonados.
Durante la dinastía Han Occidental el emperador Wu envió al general Wei Qing a reconquistar la región de Hetao a los Xiongnu en 127 AC. Tras la conquista, el emperador continuó con la política de construir asentamientos en Hetao para defenderse de los nómadas. En ese mismo año estableció las comandancias de Shuofang y Wuyuan en Hetao. En esa época, lo que ahora es el oriente de Mongolia Interior estaba controlado por los Xianbei, que más tarde superarían a los Xiongnu en poder e influencia.
Durante la Dinastía Han Oriental (25-220 AD), los Xiongnu que se habían rendido a la dinastía Han comenzaron a instalarse en Hetao y se mezclaron con los inmigrantes de la etnia homónima de la zona. Más tarde, durante la dinastía Jin Occidental, fue un noble Xiongnu de Hetao, Liu Yuan, quien estableció el reino Han Zhao en la región comenzando así el período de los Dieciséis Reinos que vio la desintegración del norte de China bajo una variedad de regímenes Han y no Han (incluyendo a los Xiongnu y a los Xianbei).

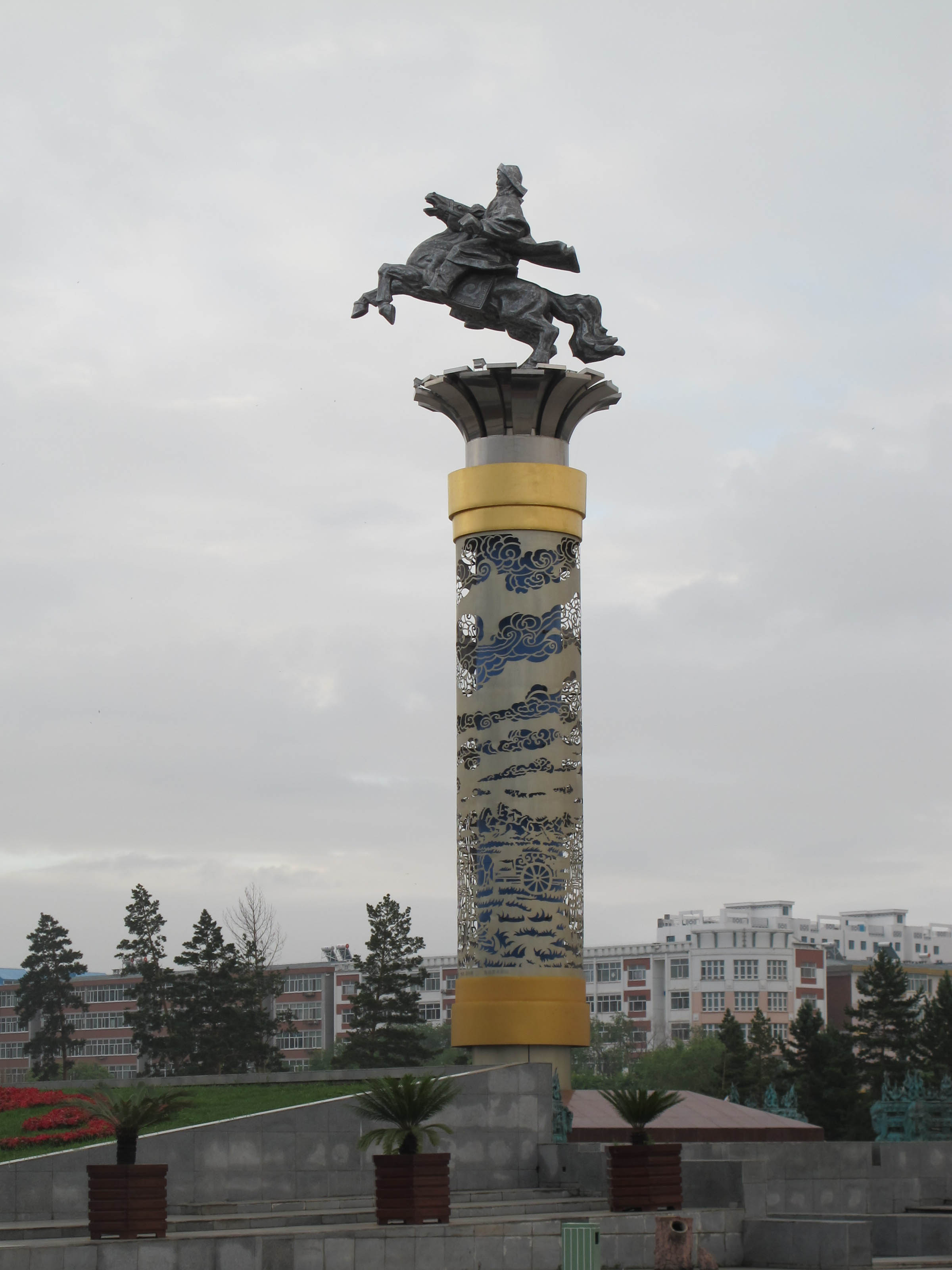
Monumento a Gengis Kan en la Mongolia Interior

Las dinastías Sui (581-618) y Tang (618-907) restablecieron un imperio Chino unificado y, como sus predecesoras, conquistaron Hetao y establecieron asentamientos, aunque una vez más estos esfuerzos fracasaron cuando el imperio Tang comenzó a colapsar. Hetao (junto con el resto de lo que ahora es Mongolia Interior) fue entonces absorbido por el imperio de los kitán (dinastía Liao), un pueblo nómada originario de lo que ahora es la parte sur de Manchuria y la oriental de Mongolia Interior. Fue seguido por el imperio Tangut (dinastía Xia Occidental), que tomó control de la parte occidental (incluyendo la parte occidental de Hetao). Los Kitán fueron más tarde reemplazados por los Jurchen, antepasados de los modernos manchúes, que establecieron la dinastía Jinn en Manchuria y norte de China.
Genghis Khan unió las tribus mongolas en 1206, conquistó el imperio Tangut en 1227 y el Jurchen en 1234. Sus descendientes completaron esta conquista de China en 1279, estableciendo la dinastía Yuan, que sería desalojada por la Ming en 1368. Los Ming reconstruyeron la Gran Muralla en su actual emplazamiento, que coincide aproximadamente con la frontera sur de la actual Región Autónoma de Mongolia Interior (aunque se desvía significativamente en la frontera con Hebei)
Los manchúes sometieron a los mongoles a comienzos del siglo XVII, invadiendo a continuación la China Ming en 1644, poniéndola bajo el control de su dinastía Qing (1644 - 1912), bajo cuyo dominio cada región de Mongolia fue administrada de distinto modo:
- “Mongolia Exterior”: las cuatro Ligas (aymags) de los mongoles Khalkha de la Mongolia central y del norte, así como las regiones de Tannu Uriankhai y Hovd en el noroeste, fueron supervisadas por el general de Uliastay en la ciudad de Uliastay. Equivale al actual estado independiente de Mongolia, la región administrada por Rusia de Tannu Uriankhai y una parte del norte de Xinjiang.
- “Mongolia Interior”: las Banderas y tribus del sur de Mongolia formaban parte de seis Ligas (chuulghan): Jirim, Juu Uda, Josutu, Xilingol, Ulaan Chab y Yeke Juu. Equivalen a la mayor parte de Mongolia Interior y algunas áreas vecinas en las provincias de Liaoning y Jilin.
- “Mongolia Taoxi”: las banderas de Alashan Oolud y Ejine Torghuud eran distintas de los aymags de Mongolia Exterior y de los chuulghans de Mongolia Interior. Equivale a la mayor parte del occidente de la actual Mongolia Interior.

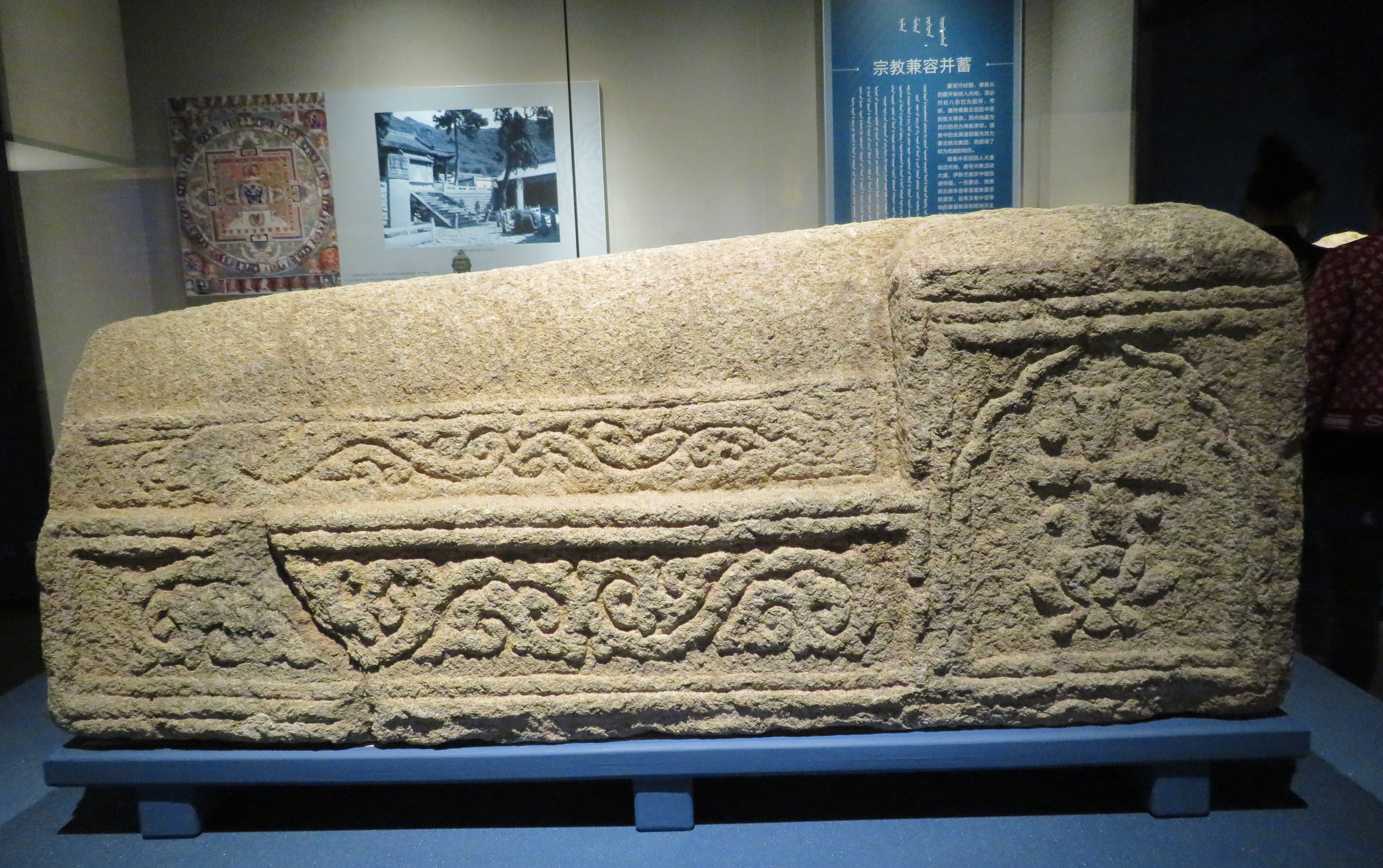
Lápida de una tumba cristiana probablemente de la Dinastía Yuan. Encontrada en Baotou, Mongolia Interior.

- Lápida de una tumba cristiana probablemente de la Dinastía Yuan. Encontrada en Baotou, Mongolia Interior.Las Ocho Banderas Chaha estaban controladas por el comandante militar de Chahar (actual Zhangjiakou). Su extensión corresponde a las sureñas Ulaan Chab y Baynnur en la actual Mongolia Interior más la región que rodea Zhangjiakou en la provincia de Hebei. Al mismo tiempo, la jurisdicción de algunos departamentos fronterizos de las provincias de Zhili y Shanxi también se solapan en esta región.
- La bandera de Guihua Tümed estaba controlada por el comandante de Suiyuan (actual Hohhot). Se corresponde con las vecindades de la moderna ciudad de Hohhot. Al mismo tiempo, la jurisdicción de algunos departamentos fronterizos de la provincia de Shanxi también se solapan en esta región.
- La región de Hulunbuir, en lo que ahora es el noreste de Mongolia Interior, era parte de la jurisdicción del General de Heilongjiang, uno de los tres que tenía Manchuria.

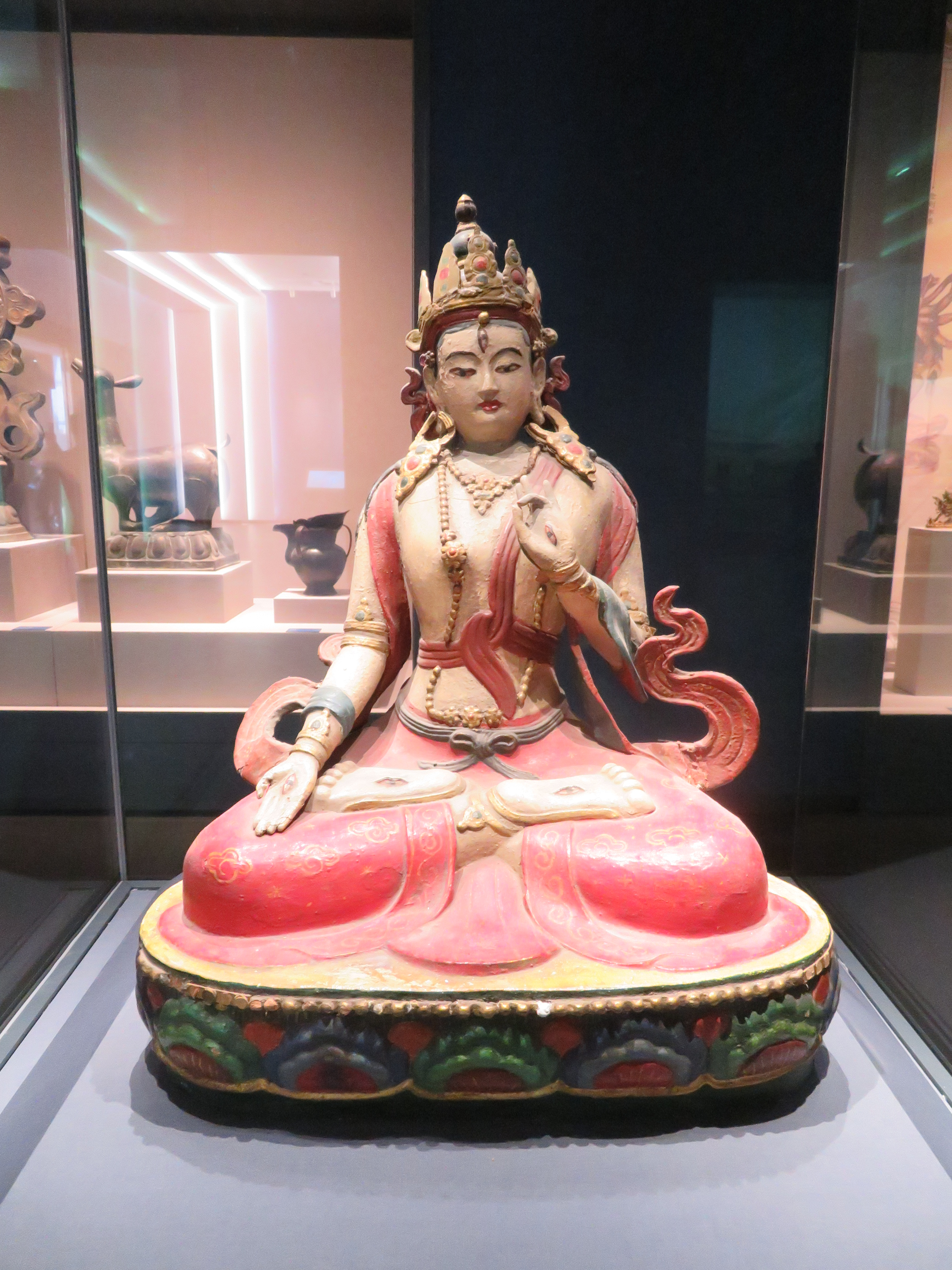
Estatua de Buda pintada en Mongolia Interior, elaborada probablemente bajo la dinastía Qing

A la gente corriente no se le permitía viajar fuera de sus Ligas. Aunque había habido chinos Han granjeros en lo que ahora es Mongolia Interior desde la época de Altan Khan, el asentamiento de masas comenzó a finales del siglo XIX. Los manchúes estaban siendo cada vez más chinos y, enfrentados a la amenaza rusa, empezaron a animar a los granjeros chinos Han a que se asentaran tanto en Mongolia como en Manchuria. Esta política ha sido seguida por los gobiernos posteriores. Las vías férreas que estaban siendo construidas en estas regiones fueron especialmente útiles para los colonos Han. La tierra era tanto vendida por el príncipe mongol como arrendada a los granjeros, o simplemente quitada a los nómadas y dada a los granjeros.
Durante la República de China, Mongolia Exterior, con el apoyo de Rusia, dejó de estar bajo control chino y se convirtió en un satélite soviético. Al mismo tiempo, Mongolia Interior fue reorganizada en provincias:
- La provincia de Rehe fue creada para incluir las Ligas de Juu Uda y Josutu, más el área de Chengde en lo que ahora es el norte de Hebei.
- La provincia de Chahar fue creada para incluir la Liga de Xilingol así como gran parte del antiguo territorio de las Ocho Banderas.
- La provincia de Suiyuan fue creada para incluir las Ligas de Ulaan Chab y Yeke Juu y la región de Hetao (antes territorio Guihua Tümed).
- Hulunbur permaneció dentro de Heilongjiang en Manchuria, que se había convertido en una provincia.
- La mayor parte de la Liga Jirim cayó bajo la nueva provincia de Fengtien en el sur de Mongolia.
- La Mongolia Taoxi, es decir, las Ligas de Alashan y Ejine, fueron incorporadas en la vecina provincia de Gansu. Más tarde la provincia de Ningxia fue desgajada del norte de Gansu y la Mongolia Taoxi entró a formar parte de Ningxia.Congreso popular municipal de Hailar, Mongolia Interior en 2007

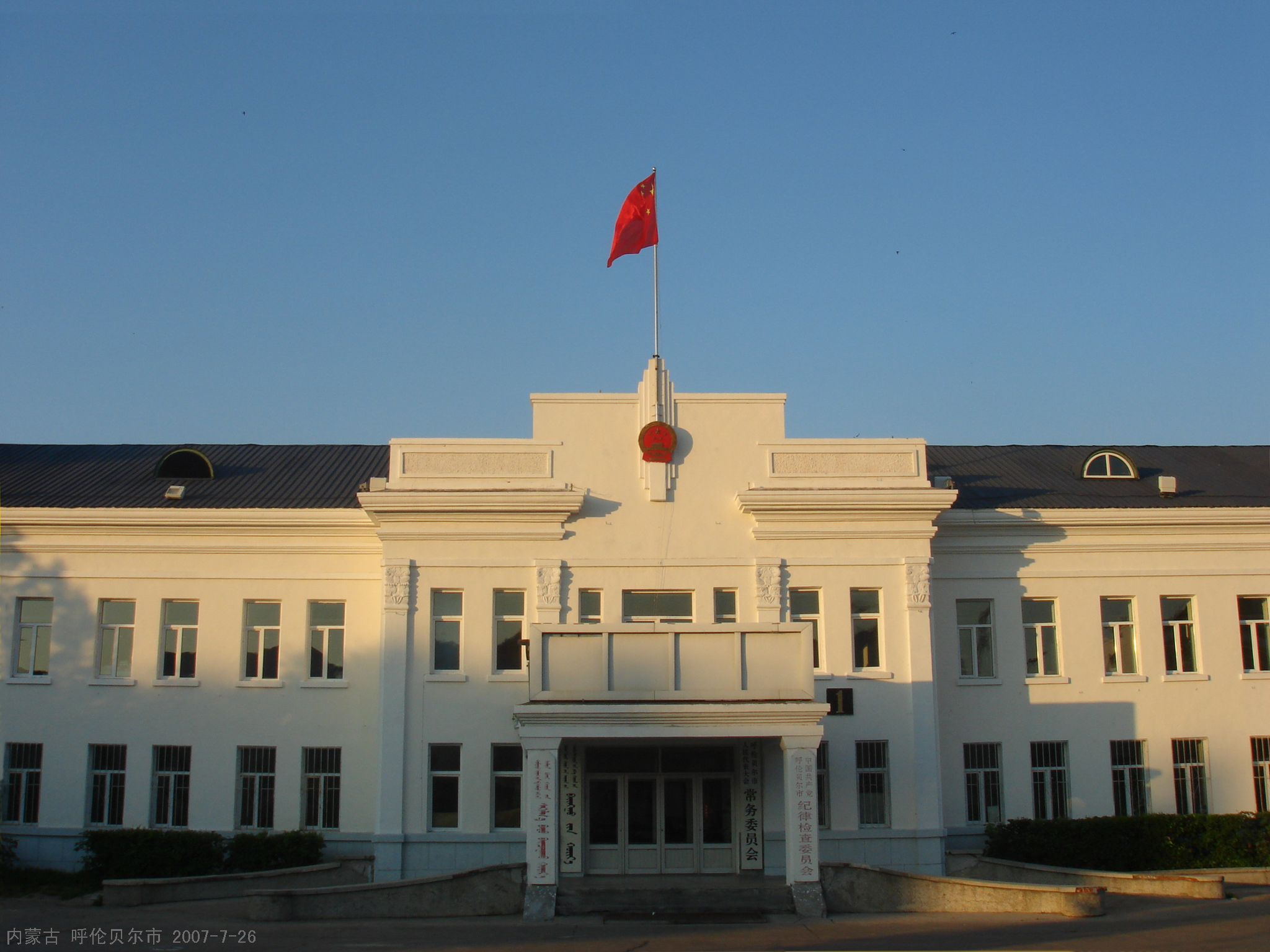
Congreso popular municipal de Hailar, Mongolia Interior en 2007

Algunos mapas de Taiwán (República de China) muestran todavía esta estructura.
Manchuria cayó bajo el estado títere japonés de Manchukuo en 1931, tomando las áreas mongoles en las provincias de Manchuria (es decir las ligas de Hulunbuir y Jirim). Rehe también fue incorporada a Manchukuo en 1933, con las Ligas de Juu Uda y Josutu. Estas zonas fueron administradas por Manchukuo hasta el final de la Segunda Guerra Mundial en 1945.
En 1937, se declaró una guerra abierta entre China y Japón. El 8 de diciembre de 1937, el Príncipe Mongol De Wang declaró la independencia de la parte restante de Mongolia Interior (es decir las provincias de Suiyuan y Chahar) con el nombre de Mengkiang o Mengkukuo y firmó unos acuerdos de acercamiento con Manchukuo y Japón, haciendo de Mongolia Interior un títere del Imperio Japonés. La capital fue establecida en Zhangbei (actualmente en Hebei) extendiendo el control del gobierno títere hasta la región de Hohhot. En agosto de 1945, Mengkiang fue tomada por tropas soviéticas y de Mongolia Exterior en la Operación Tormenta de Agosto.

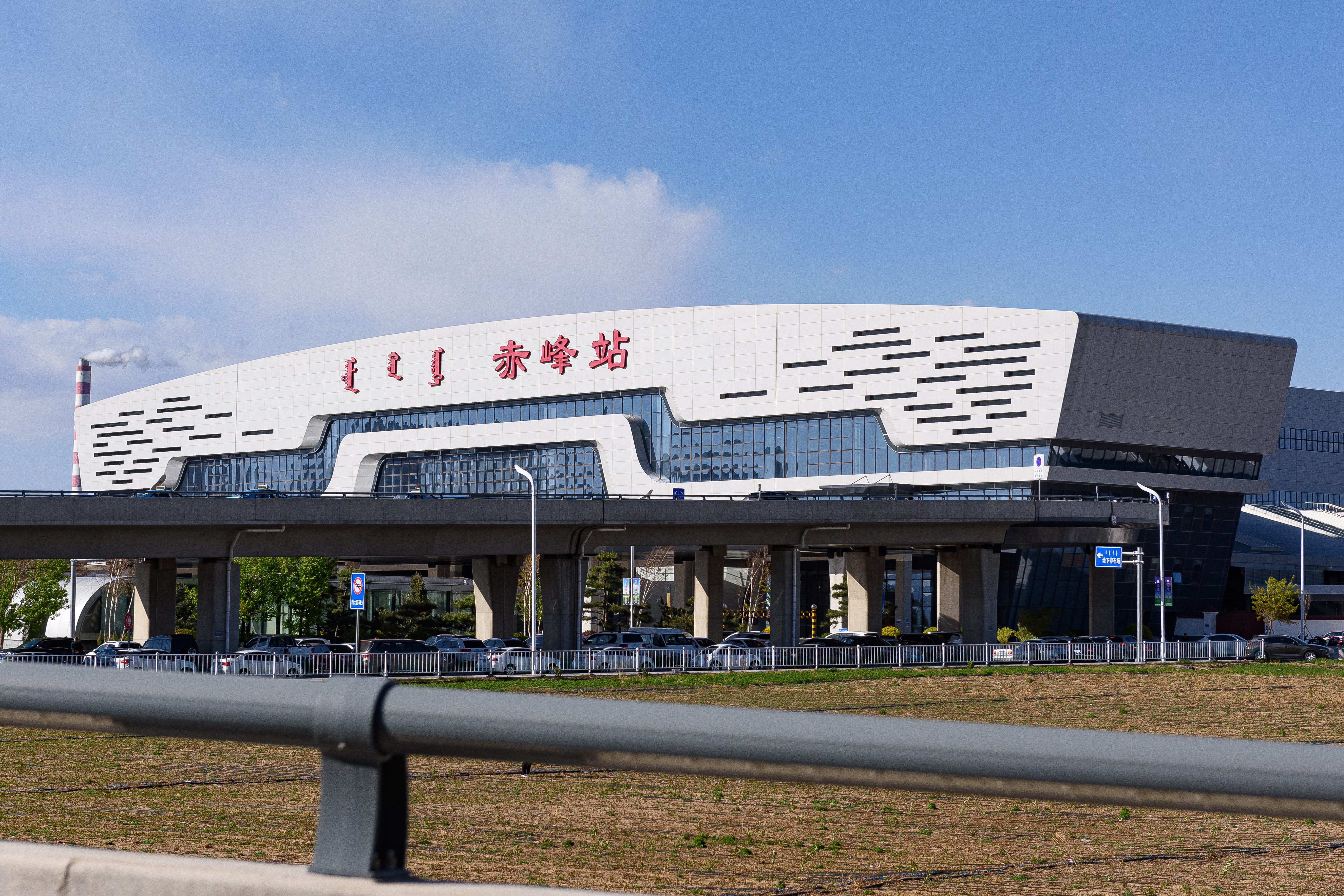
Estación de ferrocarril de Chifeng inaugurada en 2020

Al finalizar la Segunda Guerra Mundial, el Partido Comunista de China tomó prácticamente toda Manchuria con apoyo soviético y estableció la Región Autónoma de Mongolia Interior en el año 1947 siguiendo la política de nacionalidades soviética. Inicialmente la región autónoma sólo incluía la región de Hulunbuir. 
Durante la siguiente década, a medida que los comunistas establecían la República Popular China y consolidaban su poder sobre la China continental, Mongolia Interior se fue extendiendo hacia el oeste para incluir cinco de las seis Ligas originales (excepto la Liga de Josutu, que permanece en la provincia de Liaoning), la parte norte de la región de Chahar, por entonces una Liga también (el sur de Chahar permanece en al provincia de Hebei), la región de Hetao y las Banderas de Alashan y Ejine. Finalmente, prácticamente todas las áreas con poblaciones de origen mongol significativas fueron incorporadas a la región, dándole su forma alargada a la Mongolia Interior actual.
En 1969, durante la Revolución Cultural, gran parte de Mongolia Interior fue distribuida entre las provincias vecinas: Hulunbuir fue dividida entre Heilongjiang y Jilin, Jirim pasó a formar parte de Jilin, Juu Uda de Liaoning y la región de Alasha y Ejine fue dividida entre Gansu y Ningxia. Estos cambios fueron revocados en 1979.

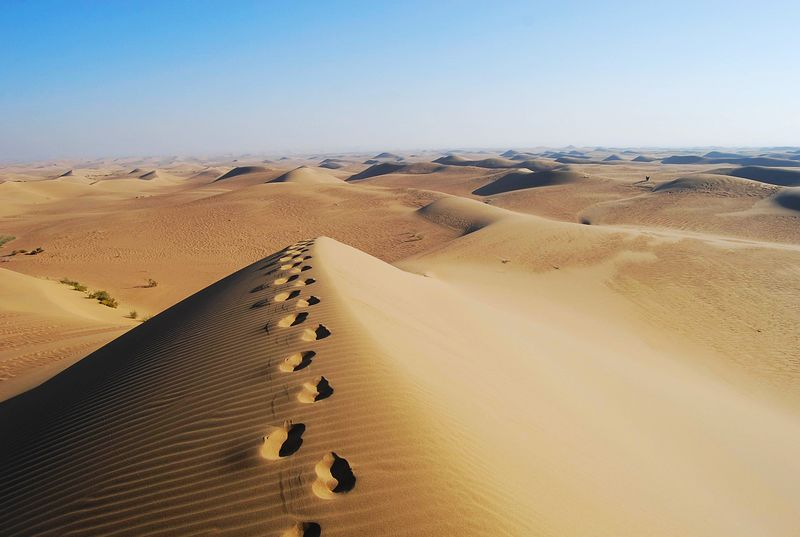
Desierto en Alxa, Mongolia Interior

## Geografía
La mayor parte del territorio de la región autónoma de Mongolia Interior está constituido por altas mesetas —parte de la gran meseta de Mongolia— y cadenas montañosas. Su territorio ocupa una superficie de 1 183 000 km². Un área más grande que la de países como Colombia o Egipto.
Su zona oriental está dominada por las montañas del Gran Khingan, que descienden por el este hacia las llanuras de Manchuria. La central por las montañas de Yinshan y Langshan. El desierto de Gobi se extiende a lo largo de la frontera con Mongolia. Otros desiertos son el Mu Us y el Hobq, al sur de la curva del río Amarillo, y el desierto de Badain Jaran en el oeste.

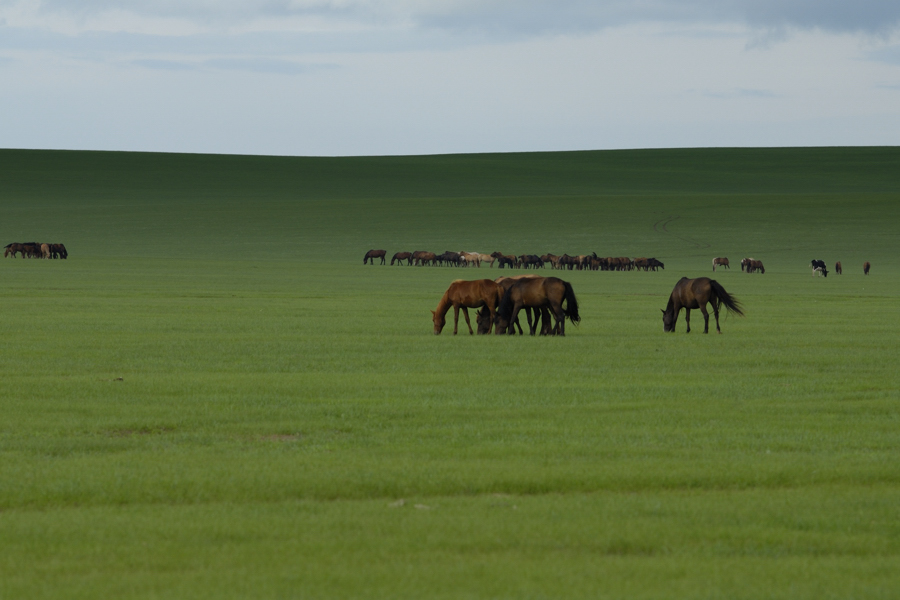
Caballos comiendo en un campo de Zhalatu, Mongolia Interior

La mayor parte de la zona oriental forma parte de las cuencas de los ríos Amur y Liao. El río Amarillo (Huang He) penetra hacia el norte y cruza cerca de las ciudades de Hohhot y Baotou antes de volver hacia el sur formando una U invertida, por lo que esta región es conocida como Hetao (河套), "rodeada por el río" . El resto de la Mongolia central y occidental no forma parte de ninguna divisoria oceánica y tiene numerosos lagos salados.
La cima del monte Helan, en las montañas del mismo nombre que se extienden a lo largo de la frontera con Ningxia, es el punto más alto de la región, con 3.556 metros. El mayor lago de agua dulce es el Hulun, en el nordeste, cercano a Mongolia y Rusia.

### Clima
En general, el clima es continental. Los inviernos son largos y fríos, con una media de temperaturas en enero que oscila entre los -23 °C en el noreste y los -10 °C en el sur. Los veranos son cortos, con una media en julio de entre 17 °C y 24 °C. 

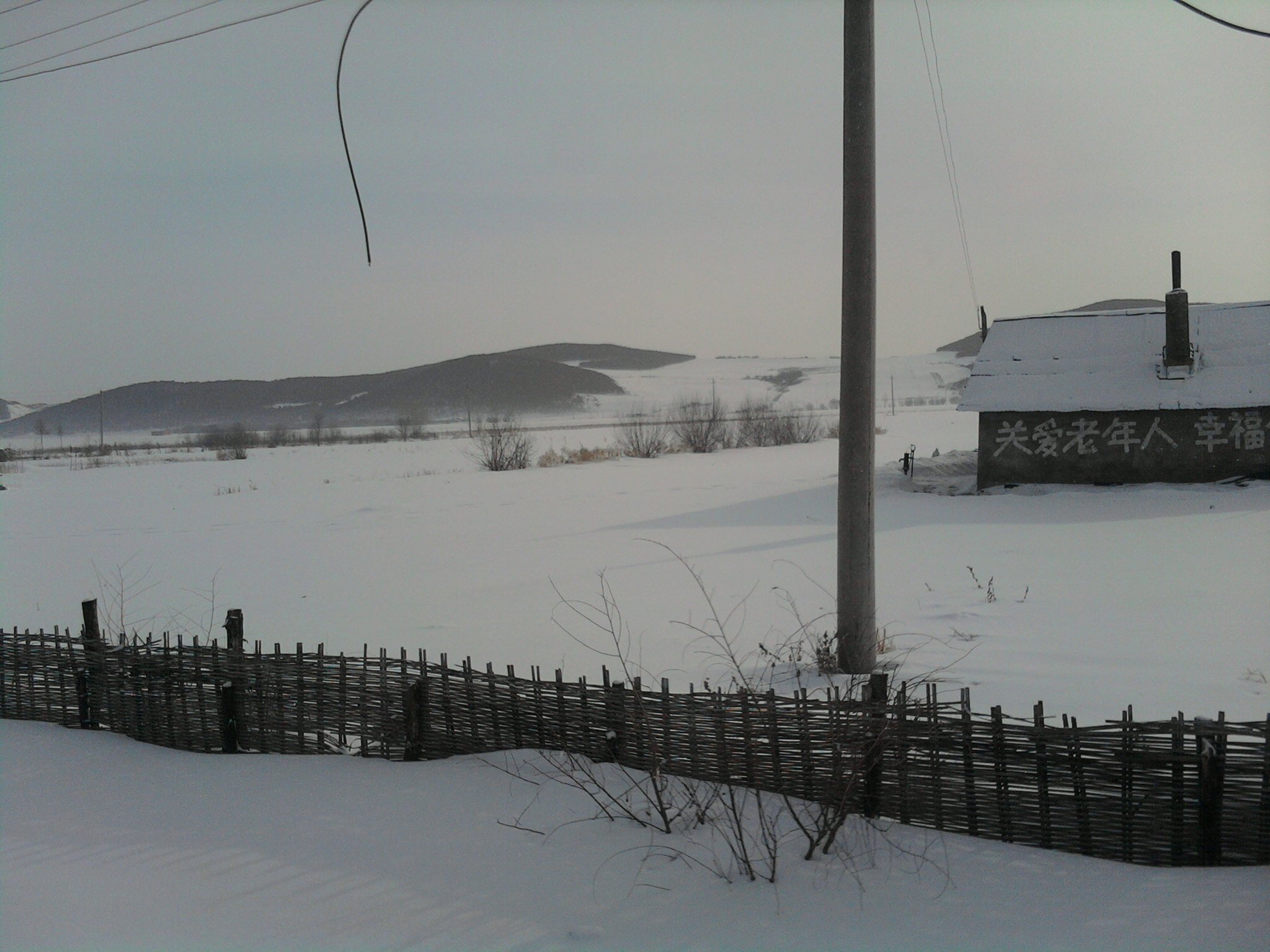
Paisaje del Este de Mongolia Interior durante el invierno

La media anual de precipitaciones va desde menos de 50 mm en el norte y este hasta 450 mm en las tierras altas del noroeste. En los últimos años, la desertización se ha convertido en un importante problema medioambiental.
Los inviernos pueden ser especialmente duros, con temperaturas que caen a menudo por debajo del punto de congelación, sobre todo en las regiones septentrionales. Las nevadas son frecuentes y contribuyen a crear un paisaje invernal pintoresco pero difícil.
Los veranos, en cambio, pueden ser cálidos e incluso calurosos, sobre todo en las zonas meridionales. Sin embargo, la amplitud térmica entre el día y la noche puede ser considerable, sobre todo en los desiertos. Las precipitaciones durante el verano son relativamente escasas y se distribuyen de forma desigual, lo que a menudo provoca condiciones de sequía, sobre todo en las zonas central y occidental de la región.
Una de las principales características climáticas de Mongolia Interior es su aridez. La región se enfrenta a importantes retos debido a las precipitaciones limitadas y erráticas, que repercuten en la agricultura y la disponibilidad de agua. Este clima árido es más pronunciado en zonas como el desierto de Gobi, donde prevalecen las condiciones secas durante todo el año.
El viento desempeña un papel crucial en el clima de Mongolia Interior. La región es propensa a fuerte

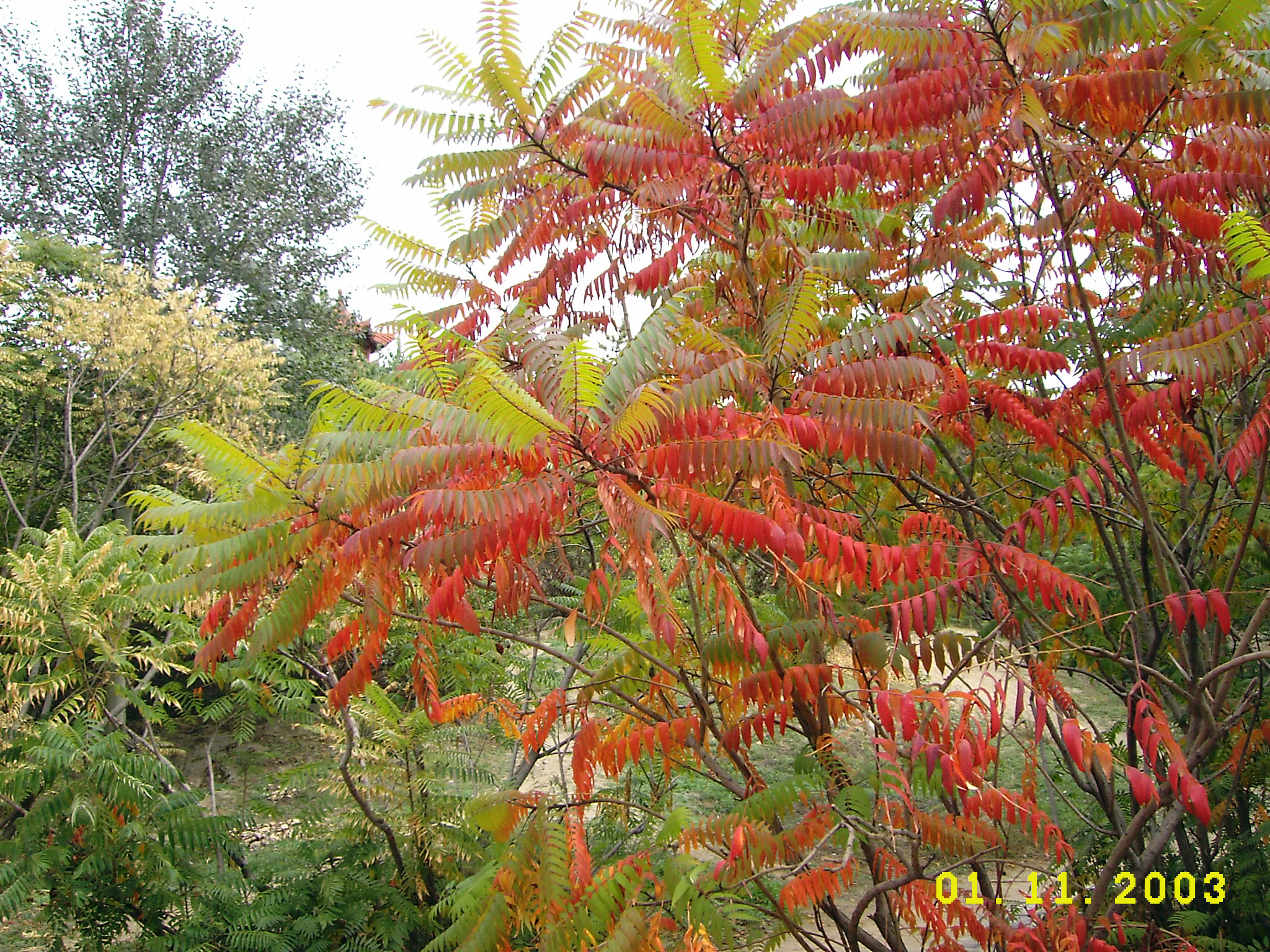
El otoño en Mongolia Interior

s vientos, sobre todo durante los meses de primavera y otoño. Estos vientos pueden contribuir a la formación de tormentas de polvo, que pueden tener importantes repercusiones medioambientales y sanitarias. El gobierno y las comunidades locales han trabajado en varias iniciativas para combatir la desertificación, como la forestación y las prácticas de gestión sostenible de la tierra.
Mongolia Interior también experimenta distintos patrones estacionales. La primavera y el otoño son relativamente cortos, pero están marcados por rápidas fluctuaciones de temperatura y fuertes vientos. El verano registra las temperaturas más altas y suele ser la estación de crecimiento de los cultivos locales. El invierno es la estación más larga, caracterizada por el frío extremo y la nieve.

En resumen, el clima de Mongolia Interior es una compleja interacción de influencias continentales, condiciones áridas y variabilidad estacional. Estos factores climáticos determinan el medio ambiente, las prácticas agrícolas y la vida cotidiana de la región, y plantean tanto retos como oportunidades a sus habitantes.

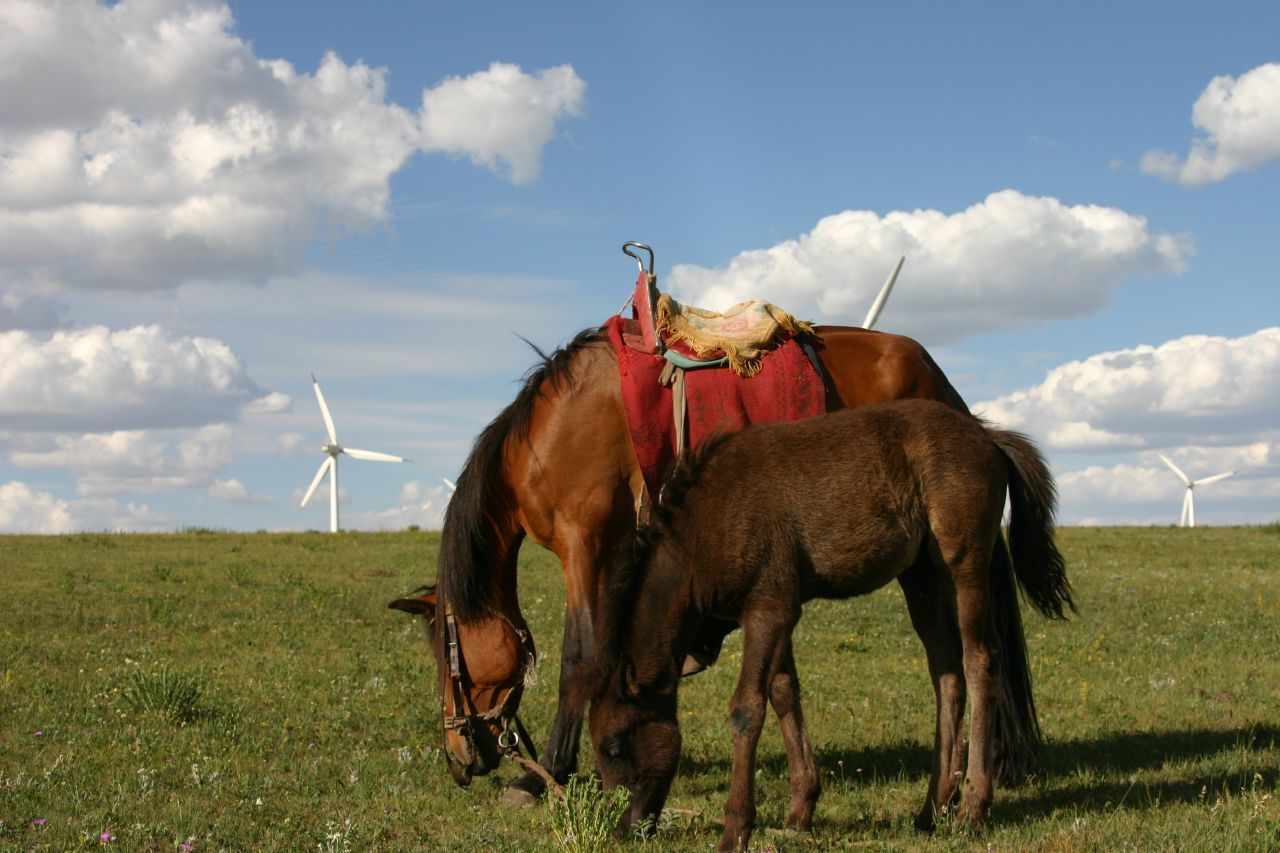
Caballos de Mongolia Interior

### Fauna y Flora
Con abundancia de plantas silvestres de montaña, Mongolia Interior cuenta con 2.351 especies de flora, con 2.167 especies silvestres y 184 tipos de plantas importadas. La región cuenta con más de 70 tipos de plantas, entre ellas el pino de Mongolia y el tamarisco alerce, que proporcionan materias primas para papel, tejidos, cuerdas y fibras artificiales.
Los animales salvajes de Mongolia Interior también pueden clasificarse en más de una docena de categorías según sus usos comerciales. 

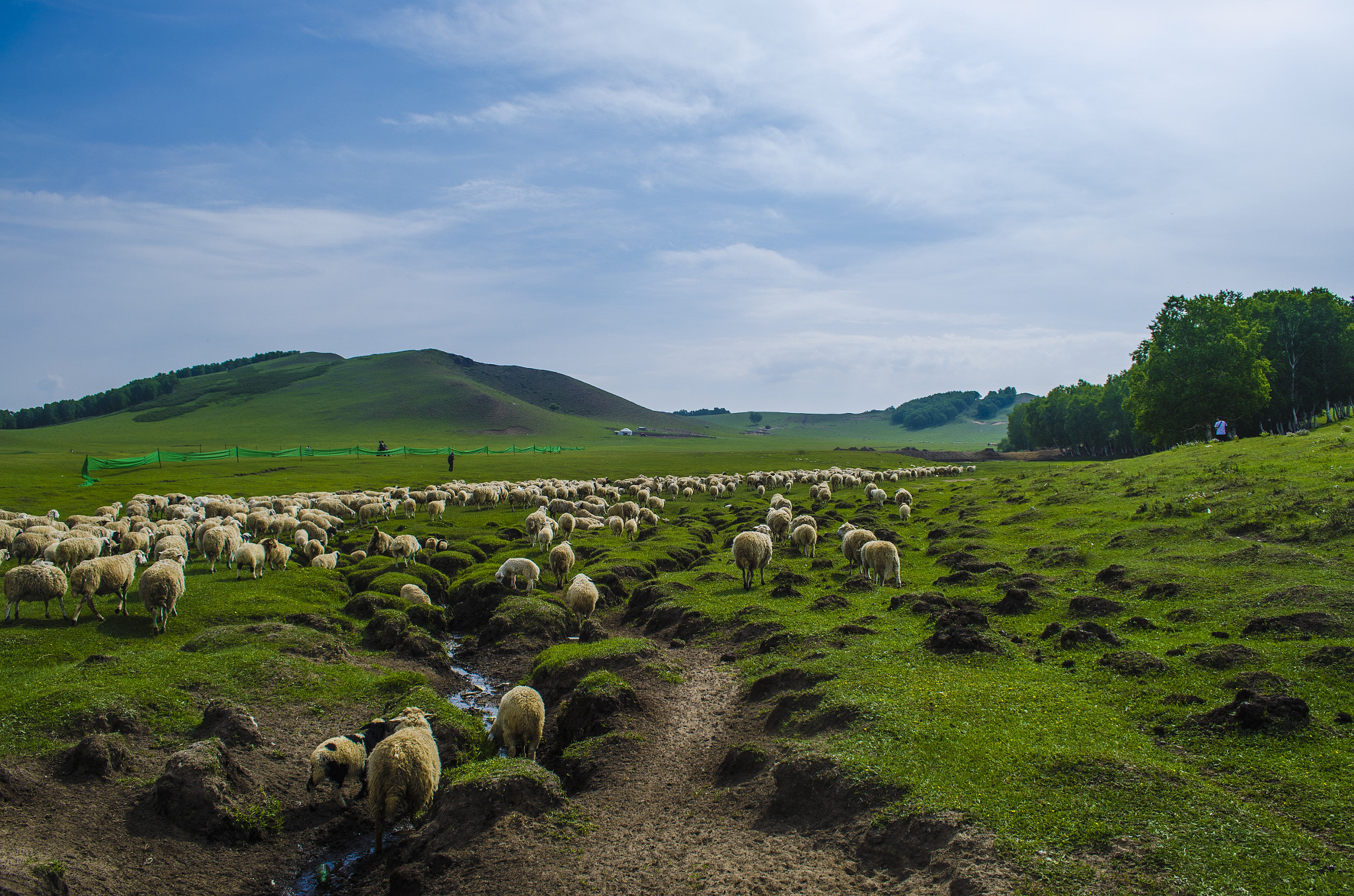
Ovejas en una pradera de Mongolia Interior

También cuenta con más de 500 hierbas medicinales, como el ginseng, la gastrodina y la efedra, y decenas de plantas como la avellana y el albaricoque, cuyas semillas se utilizan por su aceite. Sus arándanos y frambuesas son buenos para preparar bebidas y su espino amarillo y silvestre son ricos en vitaminas. Otras plantas, como el lilium y las amariláceas, se utilizan para la estampación, el teñido y el almidón, mientras que el korshinskii y la Artemisia, entre otras, son útiles en la estabilización de arenas, el tratamiento de alcalinización y la protección del medio ambiente.
La región cuenta con 114 especies de animales salvajes, el 25% del total de China, más de 50 de las cuales tienen valor comercial, y 364 especies de aves, el 31% del total chino. 
Más de una docena de especies están catalogadas como animales raros, y 49 especies de animales y aves gozan de protección nacional. El asno salvaje y el camello mongoles son animales raros y sus renos son exclusivos de Mongolia Interior, mientras que el ave regional es la alondra. También hay muchos roedores en la pradera de Mongolia Interior: unas 54 especies en total, es decir, el 35% del total de China. 

### Sismología
Mongolia Interior tiene muy pocos terremotos y la mayoría de ellos son muy pequeños (de magnitud inferior a 3). Es posible que de vez en cuando se produzcan sismos de mayor magnitud (superiores a 3). Sin embargo, Mongolia Interior ha tenido al menos 3 seísmos de magnitud superior a 7 desde 1900, lo que sugiere que los seísmos de mayor magnitud ocurren con poca frecuencia, probablemente de media cada 40 a 45 años aproximadamente.

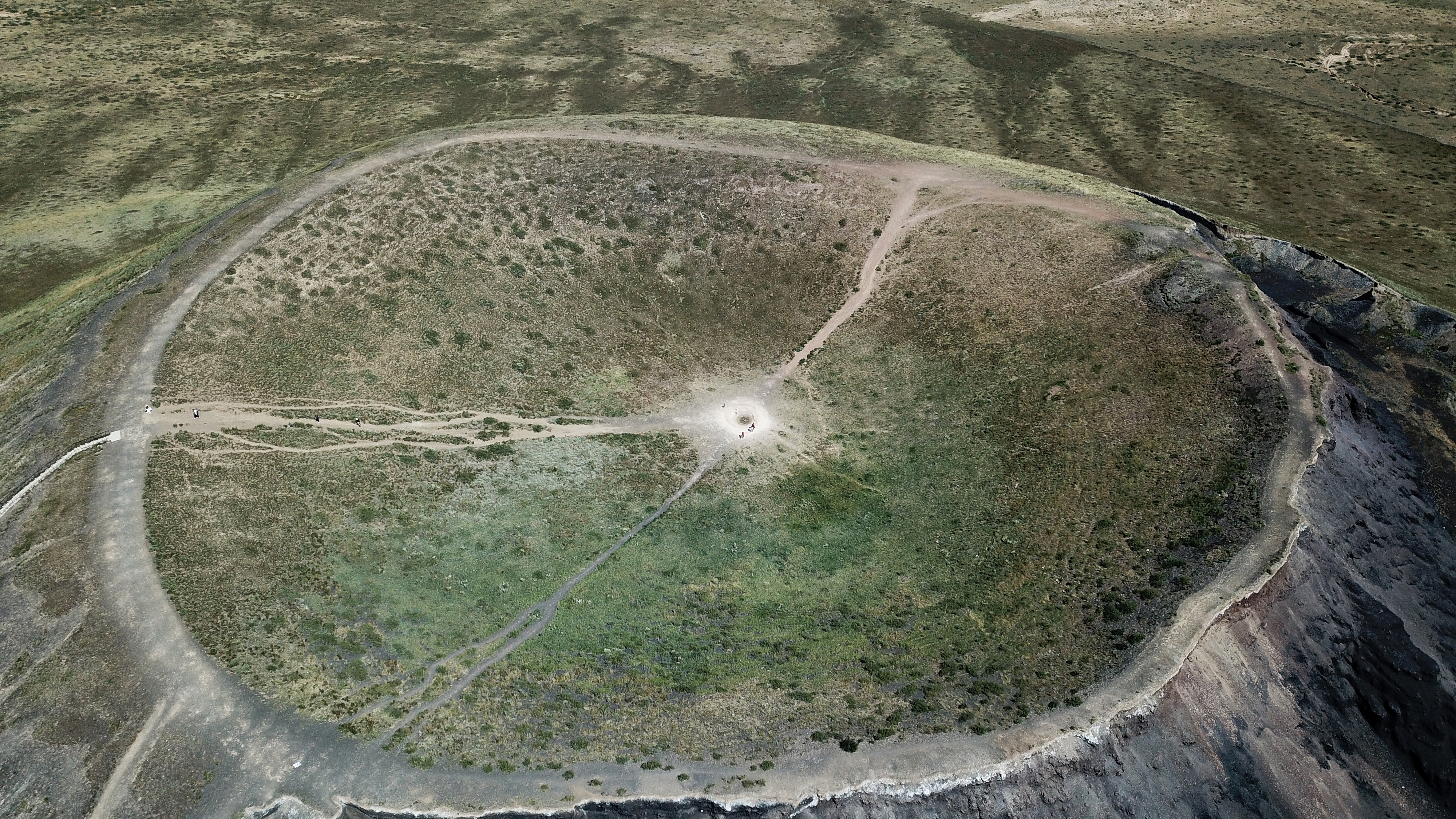
El cráter volcánico circular denominado «Horno de Alquimia» septentrional, situado en el Grupo Volcánico Ulan Hada, en Mongolia Interior, China.

El terremoto de Zhili de 1290 se produjo el 27 de septiembre con epicentro cerca de Ningcheng, Zhongshu Sheng (Zhili), Yuan China. En la actualidad, esta región forma parte de Mongolia Interior (China). El sismo tuvo una magnitud de onda superficial estimada de 6,8 y una intensidad máxima sentida de IX (Violento) en la escala de intensidad de Mercalli. Una estimación sitúa el número de muertos en 7.270, mientras que otra lo eleva a 100.000.
El terremoto destruyó 480 almacenes e innumerables casas en Ningcheng. También se vieron afectados los condados de Changping, Hejian, Renqiu, Xiongxian, Baoding, Yixian y Baixiang. Dañó gravemente el templo de Fengguo en Yixian.
El terremoto de Baotou de 1996 se produjo el 3 de mayo de 1996, a las 11:32 hora local (03:32 UTC). El epicentro se situó cerca de Baotou, Mongolia Interior, China. Tuvo una magnitud de Ms 6,4. El sismo causó 26 muertos, 453 heridos y 196.633 damnificados.
El sismo se localizó cerca de los suburbios occidentales de Baotou, y se consideró un seísmo urbano típico. Un corrimiento de tierras en la mina de oro de Hademen (哈德门金矿) causó seis muertos. Se produjeron daños en las infraestructuras eléctricas. Se informó de licuefacción en los pantanos bajos a ambos lados del río Amarillo. Antes del terremoto se observaron anomalías en el radón gaseoso y el mercurio del agua. Sin embargo, muchas de las anomalías se observaron en Linhe, Baynnur, pero el terremoto se produjo cerca del oeste de Baotou. Además de en Mongolia Interior, el terremoto pudo sentirse en Pekín, Shaanxi y Shanxi de China, así como en Mongolia. Hubo un gran terremoto histórico en 849 alrededor de la región de Hetao, y algunos investigadores lo situaron en el este de Baotou.
El sismo, que destruyó muchas casas antiguas, condujo a la reconstrucción de Baotou. En 2002, el Gobierno municipal de Baotou fue galardonado por ONU-Hábitat por las mejoras en la vivienda y los entornos urbanos.

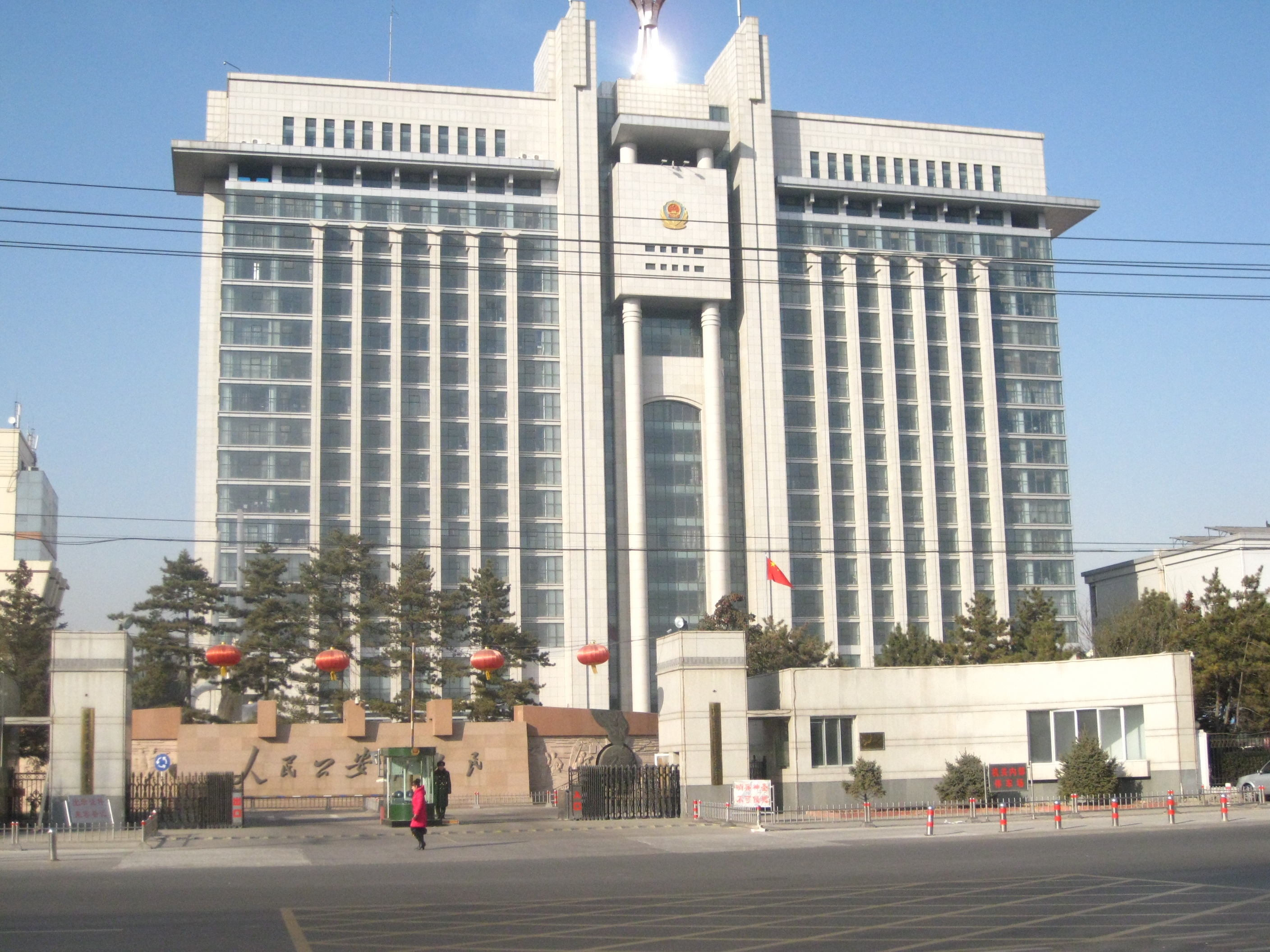
Edificio de la Oficina de Seguridad Pública de la Región Autónoma de Mongolia Interior

## Política y Gobierno
Según los artículos 112-122 de la Constitución de la República Popular China, las regiones autónomas tienen una autonomía limitada tanto en el ámbito político como en el económico. Las regiones autónomas tienen más discrecionalidad para administrar la política económica de la región de acuerdo con las directrices nacionales. Estructuralmente, el presidente -que legalmente debe ser de una minoría étnica y suele ser de etnia mongola- siempre está controlado por el secretario del Comité Regional del Partido Comunista, que suele ser de otra parte de China (en teoría para reducir la corrupción) y chino de etnia han. 
Desde mayo de 2023, el actual secretario del partido es Sun Shaocheng. El gobierno de Mongolia Interior y sus dependencias siguen aproximadamente la misma estructura que la de una provincia china. En cuanto a la política económica, como parte del aumento de las características del federalismo en China, Mongolia Interior se ha vuelto más independiente a la hora de aplicar su propia hoja de ruta económica.
El cargo de presidente de Mongolia Interior se alterna entre los mongoles Khorchin, en el este, y los mongoles Tumed, en el oeste. Desde el final de la Revolución Cultural, esta convención no se ha roto. La familia de Ulanhu ha conservado su influencia en la política regional desde la fundación de la República Popular. Su hijo Buhe y su nieta Bu Xiaolin fueron ambos presidentes de la región.

### División administrativa

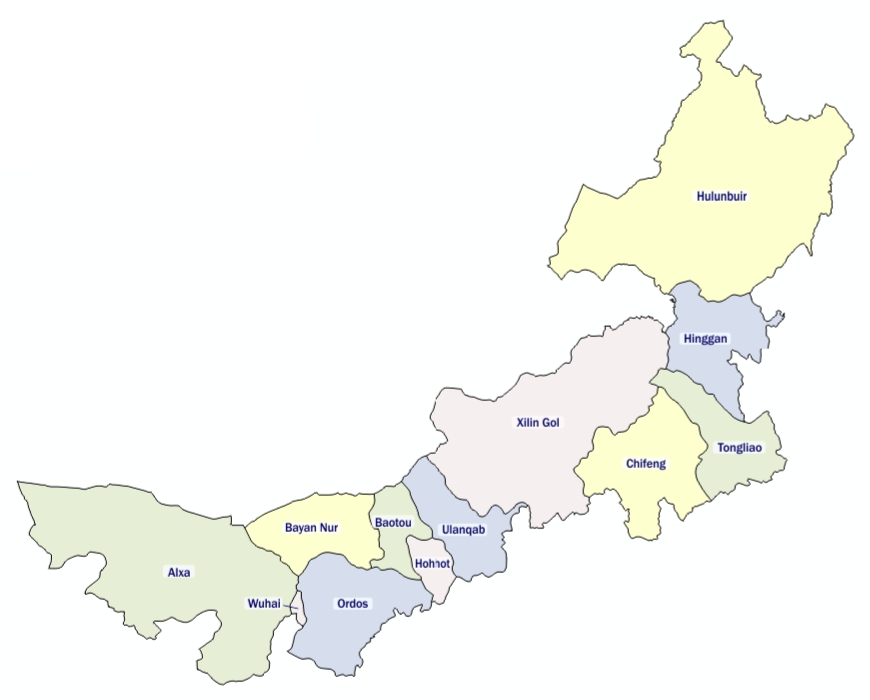
División Administrativa de Mongolia Interior

La región autónoma de Mongolia Interior está formada por doce Divisiones de Nivel de Prefectura que incluyen nueve Ciudades-prefecturas y tres Ligas.
Las nueve Ciudades-prefecturas son:
- Hohhot (呼和浩特市 Pinyin: Hūhéhàotè shì)
- Baotou (包头市 Bāotóu shì)
- Wuhai (乌海市 Wūhǎi shì)
- Ulanhad (赤峰市 Chìfēng shì)
- Tongliao (通辽市 Tōngliáo shì)
- Ordos (鄂尔多斯市 È'ěrduōsī shì)
- Hulun Buir (呼伦贝尔市 Hūlúnbèi'ěr shì)
- Bayannur (巴彦淖尔市 Bāyànnào'ěr shì)Sede del Gobierno municipal de Baotou
- Ulanqab (乌兰察布市 Wūlánchábù shì)

Las tres Ligas son:
- Xilin Gol (锡林郭勒盟 Xīlínguōlè méng)
- Alxa (阿拉善盟 Ālāshàn méng)
- Hinggan (兴安盟 Xīng'ān méng)

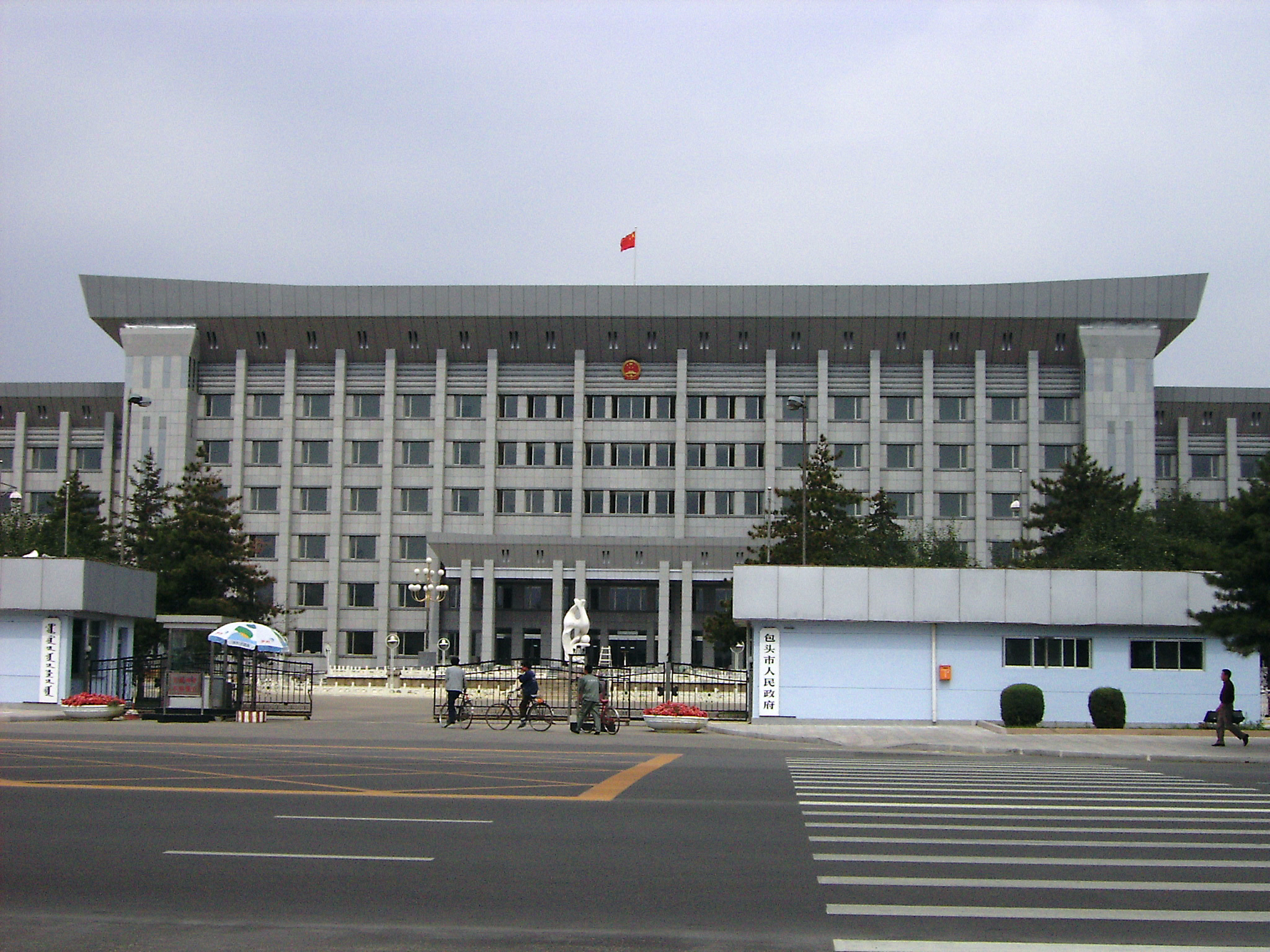
Sede del Gobierno municipal de Baotou

Muchas de las Ligas fueron convertidas en ciudades de nivel de Prefectura. Las doce Divisiones de Nivel de Prefectura están subdivididas en 101 divisiones de nivel de distrito, incluyendo 21 sectores, 11 Ciudades de nivel de distrito, 17 distritos, 49 banderas y tres banderas autónomas. Estas están divididas a su vez en 1425 divisiones de nivel de municipio, incluyendo 532 ciudades, 407 municipios, 277 sumu, 18 Municipios Étnicos, un Sumu Étnico y 190 subsectores.
Ver Divisiones Administrativas de Mongolia Interior (listado completo de las divisiones de nivel de distrito).

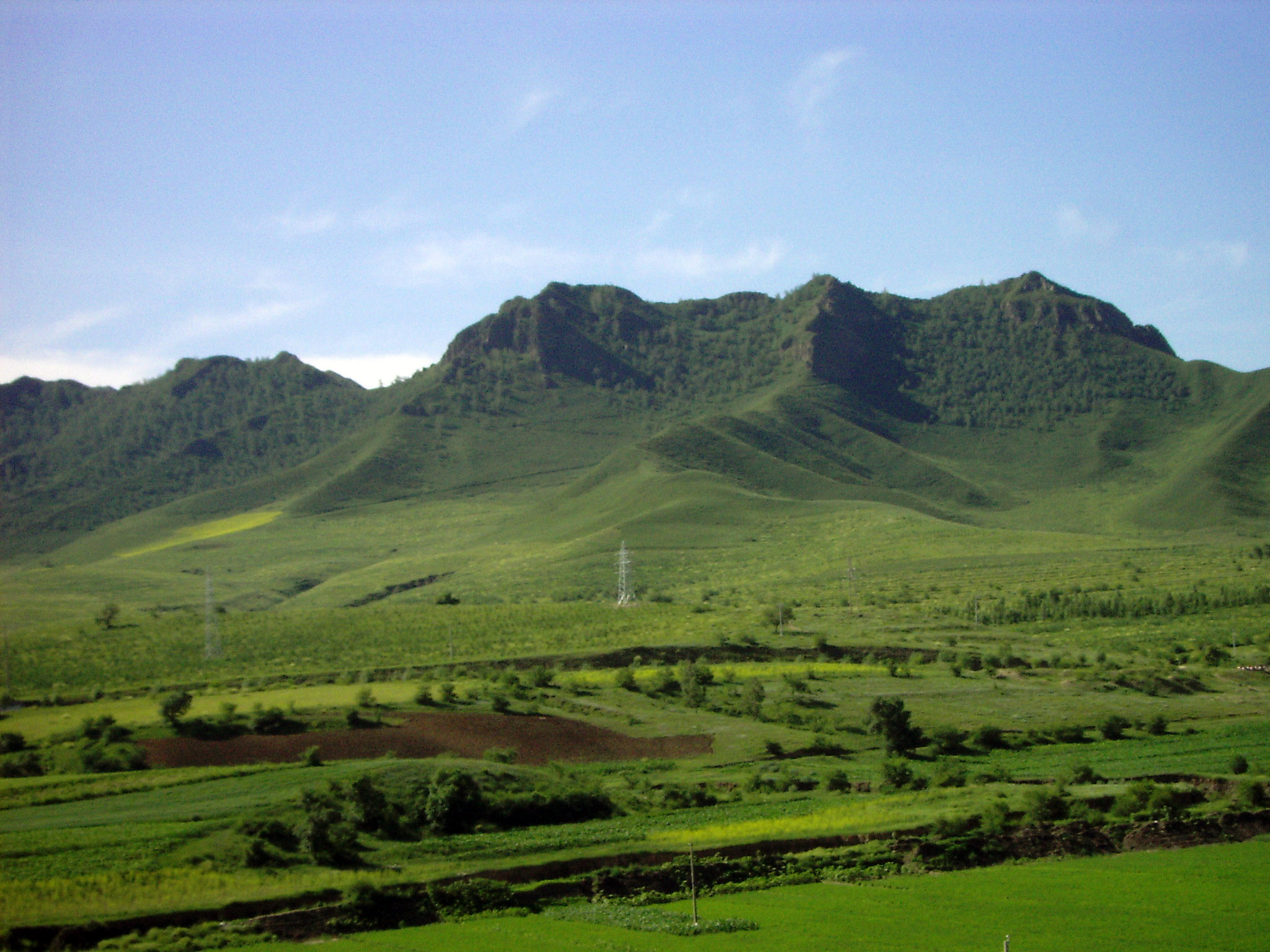
Montañas y Valles en Ulanhad

### Principales ciudades
- Hohhot
- Baotou
- Wuhai
- Ulanhad
- Tongliao

### Independentismo
El movimiento independentista de Mongolia Interior (chino: 内蒙古独立运动), también conocido como movimiento independentista de Mongolia Meridional (chino: 南蒙古独立运动), es un movimiento por la independencia de Mongolia Interior (también conocida como Mongolia Meridional) y la separación política de Mongolia Interior de la República Popular China. Está liderado principalmente por la diáspora mongola en países como Japón y Estados Unidos, y en algunos países europeos.
El movimiento está liderado principalmente por tres organizaciones populares: el Partido Popular de Mongolia Interior, miembro de la Organización de Naciones y Pueblos No Representados; la Alianza Democrática de Mongolia Meridional, y el Partido de la Unión Liberal Mongola, liderado por Temtsiltu Shobtsood (Xi Haiming), la Alianza Democrática de Mongolia Meridional, liderada por Hada; y el Partido de la Unión Liberal Mongola, liderado por Olhunud Daichin. [Los objetivos declarados de las tres organizaciones son la secesión de Mongolia Interior de la República Popular China y el establecimiento de un Estado mongol interior independiente o la unificación de Mongolia Interior con «Mongolia Exterior», es decir, el Estado de Mongolia. e. el Estado de Mongolia.
El gobierno chino afirma que existe un separatismo activo de Mongolia Interior, y se han señalado las protestas de Mongolia Interior de 2020 y algunos otros ejemplos concretos. En 2018, el medio estatal chino Economic Daily informó de que un hombre apellidado Jiang era el primero de Mongolia Interior en ser condenado por cargos de terrorismo en la región, aunque no se especificaba qué causa apoyaba.

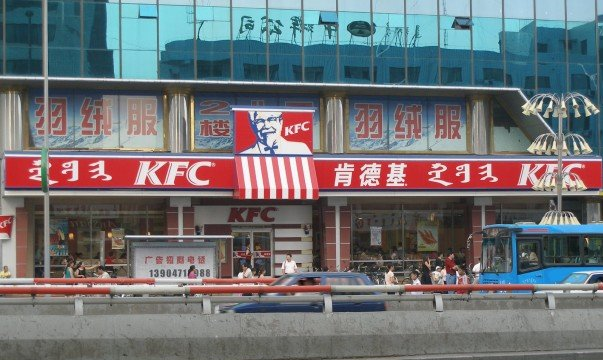
KFC en Hohhot

## Economía
En los valles se cultivan preferentemente cereales, como el trigo. En las praderas, más áridas, la cría de cabras y ovejas es el método tradicional de subsistencia. La silvicultura y la caza son importantes en las cadenas montañosas del Gran Khingan. Los Ewenki de la bandera autónoma de Evenki, crían renos.
Hay abundancia de recursos naturales como carbón, lana de Cachemira, gas natural, metales raros y los mayores depósitos de toda China de niobio, circonio y berilio. Sin embargo la explotación de estos recursos en el pasado fue bastante ineficaz, lo que se tradujo, a pesar de su riqueza; en pobres resultados.
La industria se ha desarrollado principalmente alrededor del carbón, la generación de electricidad y las industrias relacionadas con la silvicutura. Ahora se hace énfasis en seis industrias más competitivas: la de energía, la química, metalúrgica, manufactura de equipamientos, procesamiento de productos agrícolas (incluyendo la leche) y alta tecnología. Algunas de las compañías más reconocidas de Mongolia Interior son Norinco, Erdos, Yingli y Mengniu.

### Turismo

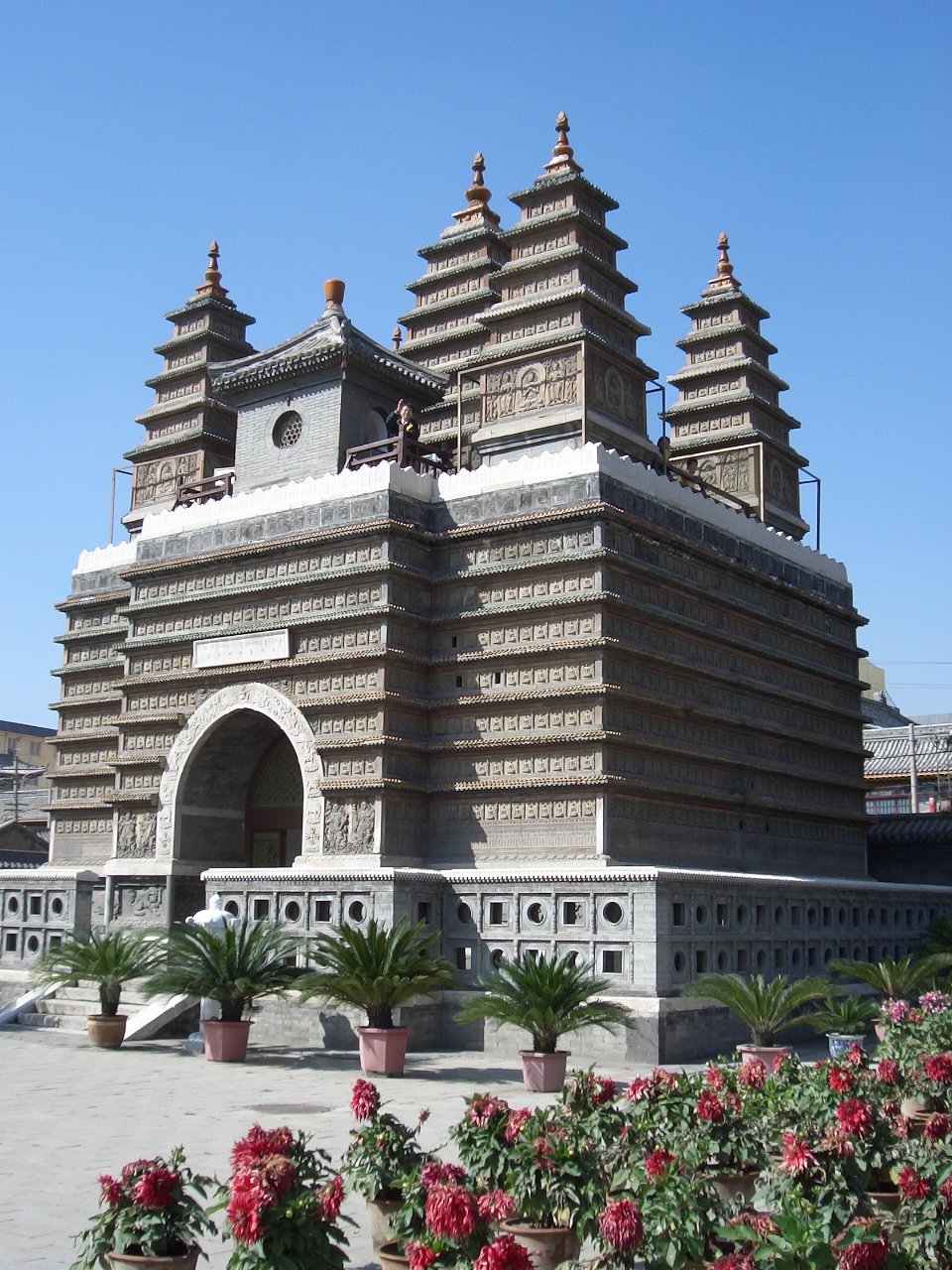
Templo de las Cinco Pagodas en Hohhot.

En la capital Hohhot se encuentran:
- Templo de las Cinco Pagodas[31][32]

- Templo de Dazhao,[33][34] lamasería construida en 1580. Destacan la estatua de Buda hecha de plata, las elaboradas esculturas de dragones y los murales.

- Templo de Xiaozhao,[35] también conocido como Chongfu. Lamasería construida en 1697 y favorecida por el emperador Kangxi de la dinastía Qing.

- Templo de Xilituzhao,[36][37] la mayor lamasería del área de Hohhot.

- La tumba de Wang Zhaojun,[38][39] dama palaciega de la dinastía Han casada con un gobernante Huno.

- La Gran Mezquita

- Museo de Mongolia Interior.

En otras ciudades:
- Mausoleo de Gengis Kan, en Dongsheng

- Praderas de Bashang, en la frontera cercana a Pekín.
- Catedral del Sagrado Corazón de Jesús en Chifeng[40]

## Transporte

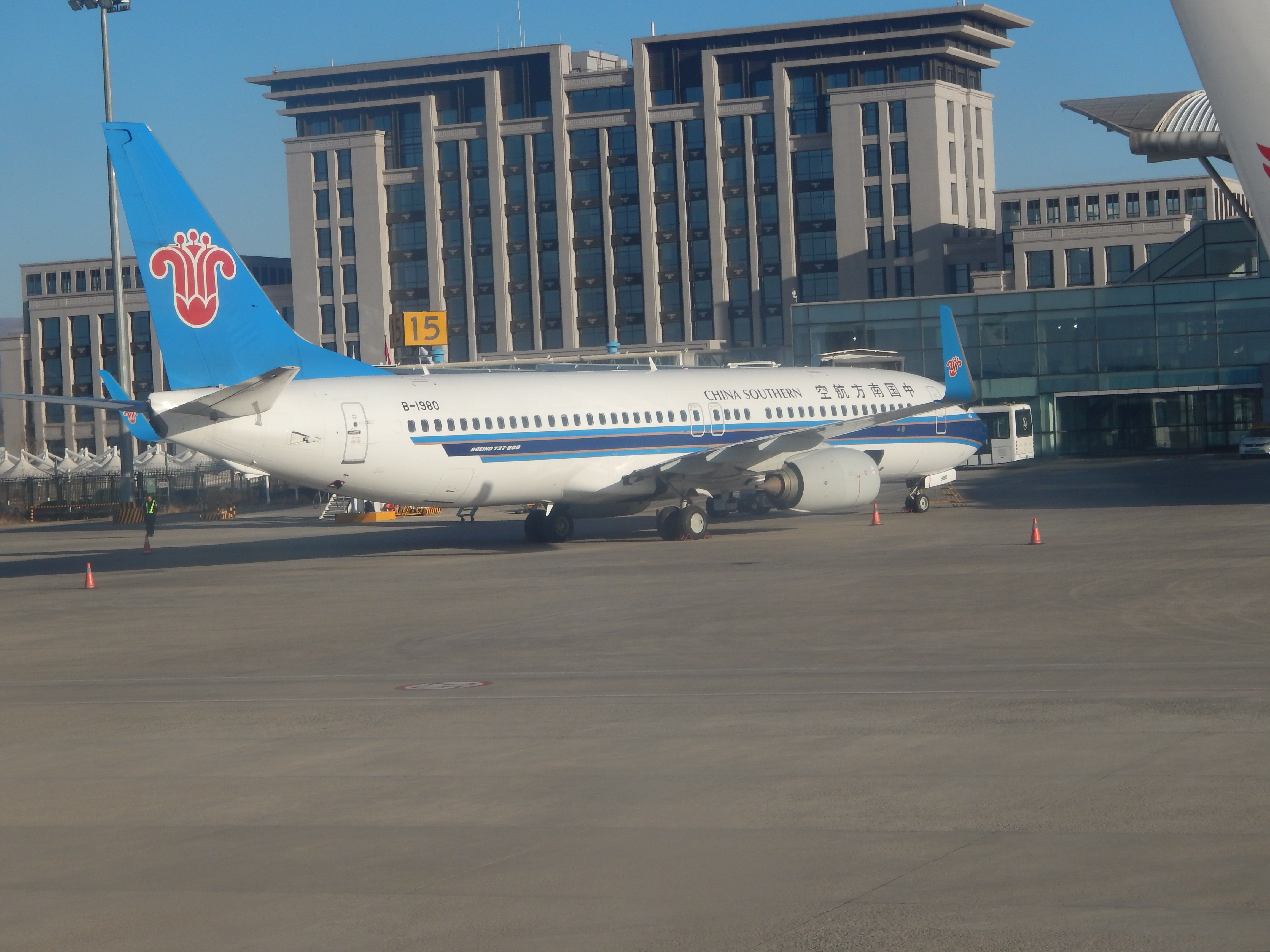
Aeropuerto Internacional de Hohhot

El Aeropuerto Internacional Baita de Hohhot (IATA:HET) está situado a unos 14,3 km al este del centro de la ciudad en automóvil. Tiene vuelos directos a las principales ciudades nacionales, como Pekín, Tianjin, Shanghái, Shenzhen y Chengdu, entre otras. También tiene vuelos a Taichung, Hong Kong y Ulán Bator (Mongolia).
Hohhot se encuentra en la línea de ferrocarril Jingbao, que va de Pekín a Baotou, y cuenta con dos estaciones de ferrocarril: estación de Hohhot y estación de Hohhot Este. La línea comenzó a funcionar en 1921. Los trenes a Pekín enlazan con destinos al sur y al noreste. El enlace ferroviario más destacado con Pekín es el tren nocturno K90, que presta servicio en la línea Hohhot-Pekín desde la década de 1980 y al que se conoce coloquialmente como el «9-0». Los trenes en dirección oeste pasan por Baotou y Lanzhou. También hay enlaces ferroviarios con la mayoría de las principales ciudades de Mongolia Interior y con Ulán Bator (Mongolia).
Dado que el viaje más rápido a Pekín dura unas seis horas y media a pesar de la relativa proximidad de las dos ciudades, se debatieron ampliamente planes para el tren de alta velocidad antes de la construcción de una estación ferroviaria de alta velocidad que comenzó en 2008. La estación se terminó en 2011 e inicialmente solo daba servicio a líneas ordinarias. 

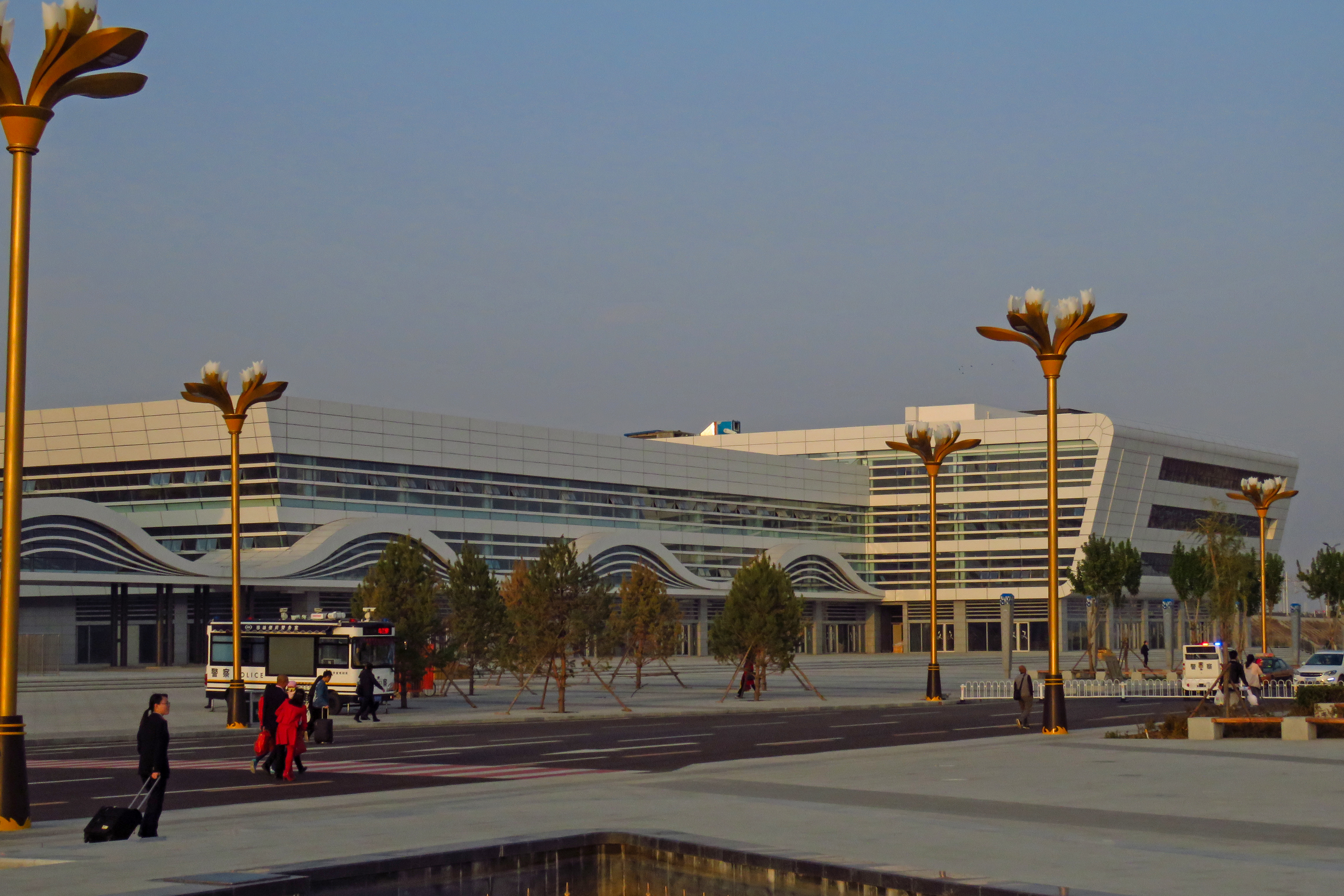
Estación del tren de alta velocidad que atraviesa Mongolia Interior

En enero de 2015, CRH inauguró su primera ruta de la serie D (dongchezu) en Mongolia Interior, en el corredor Baotou-Hohhot-Jining, acortando el tiempo de viaje entre las dos ciudades más grandes de Mongolia Interior a tan solo 50 minutos. Esta línea alcanzó una velocidad máxima de 200 km/h (124 mph) entre Hohhot y Baotou. Otra línea de alta velocidad que une Hohhot con Zhangjiakou y el proyectado ferrocarril Pekín-Zhangjiakou fueron terminados en 2017, y están diseñados para funcionar a 250 km/h (155 mph). El tramo entre Hohhot y Ulanqab (Jining) se inauguró en agosto de 2017; el tiempo de viaje entre ambas ciudades se redujo a 40 minutos.
Una autopista construida en 1997 (entonces conocida como autopista de Hubao) une Hohhot con Baotou. En los últimos años, esta autopista se ha ampliado hacia el este hasta Jining y Zhangjiakou, y hasta Pekín como parte de la autopista G6 Pekín-Lhasa (autopista Jingzang). La ciudad está en la ruta de la carretera nacional China 110, que va de Yinchuan a Pekín. La autopista nacional china 209 empieza en Hohhot y lleva el tráfico en dirección sur hacia el sur de China, con final en Guangxi. Hohhot está conectada con los condados del norte por la autopista Huwu, terminada en 2006. Antes, los viajes a los condados septentrionales requerían una larga navegación por terreno montañoso.

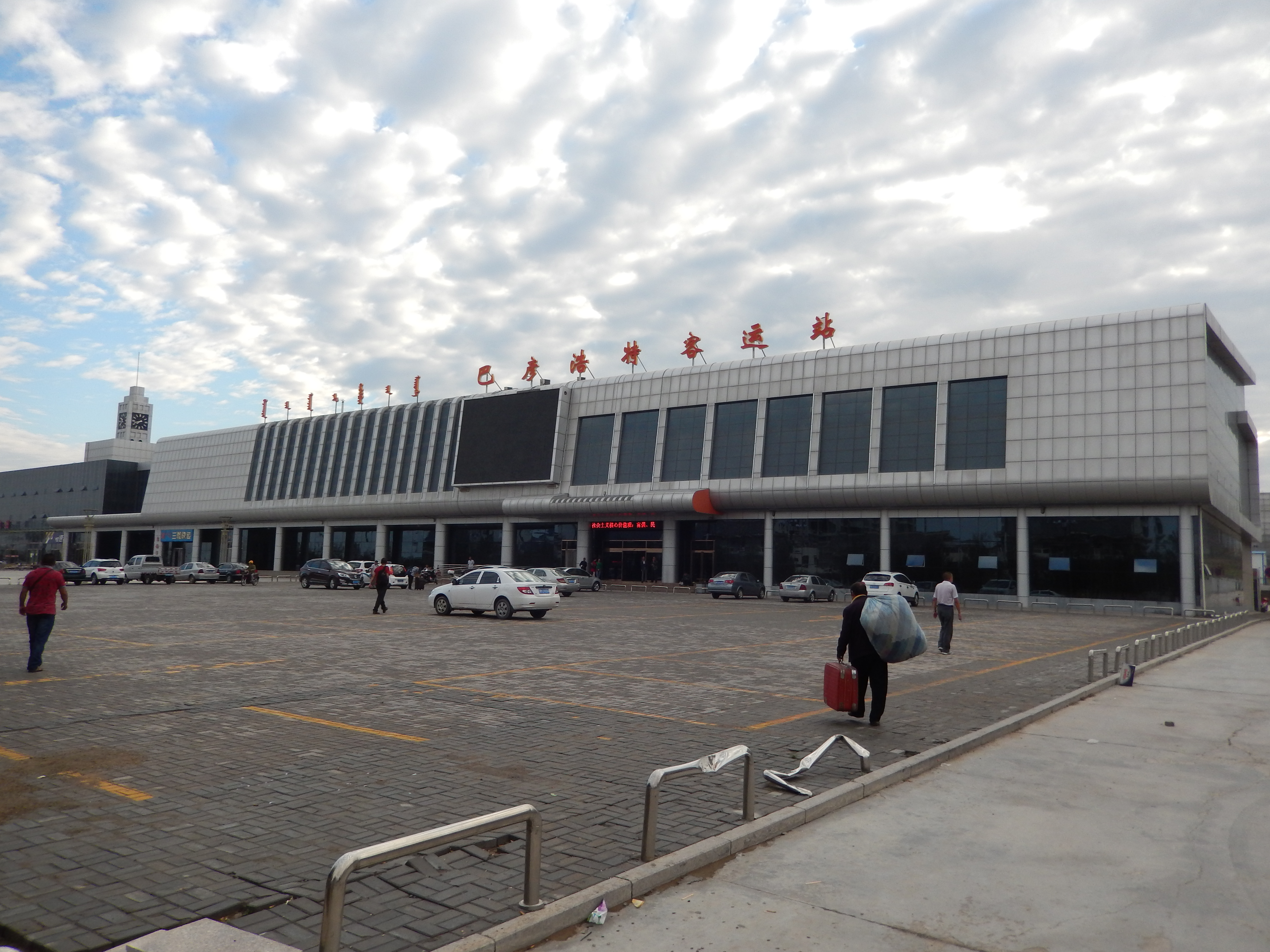
Estación de autobús de Baynhot

Los autobuses de larga distancia conectan Hohhot con los condados periféricos, las ciudades de Baotou, Wuhai y Ordos, y otras zonas de Mongolia Interior.
Las principales vías norte-sur de Hohhot se denominan carreteras (Lu) y las vías este-oeste, calles (Jie). El mayor intercambiador elevado está cerca de la Torre del Tambor (Gulou), que le da nombre. Varias calles principales llevan nombres de ligas y ciudades de Mongolia Interior; entre ellas, Hulun Buir, Jurim (ahora Tongliao), Ulaanhad (ahora Chifeng), Xilin Gol y Xing'an van de norte a sur, mientras que Bayannur, Hailar, Ulaanqab y Erdos van de este a oeste.
El sistema de transporte público de la capital se compone de casi cien líneas de autobús y una gran flota de taxis, normalmente verdes o azules. El billete de autobús cuesta 1 yuan; las tarifas de taxi empiezan en 8 yuanes. El metro de Hohhot está en funcionamiento. La línea 1 se inauguró el 29 de diciembre de 2019.

## Demografía

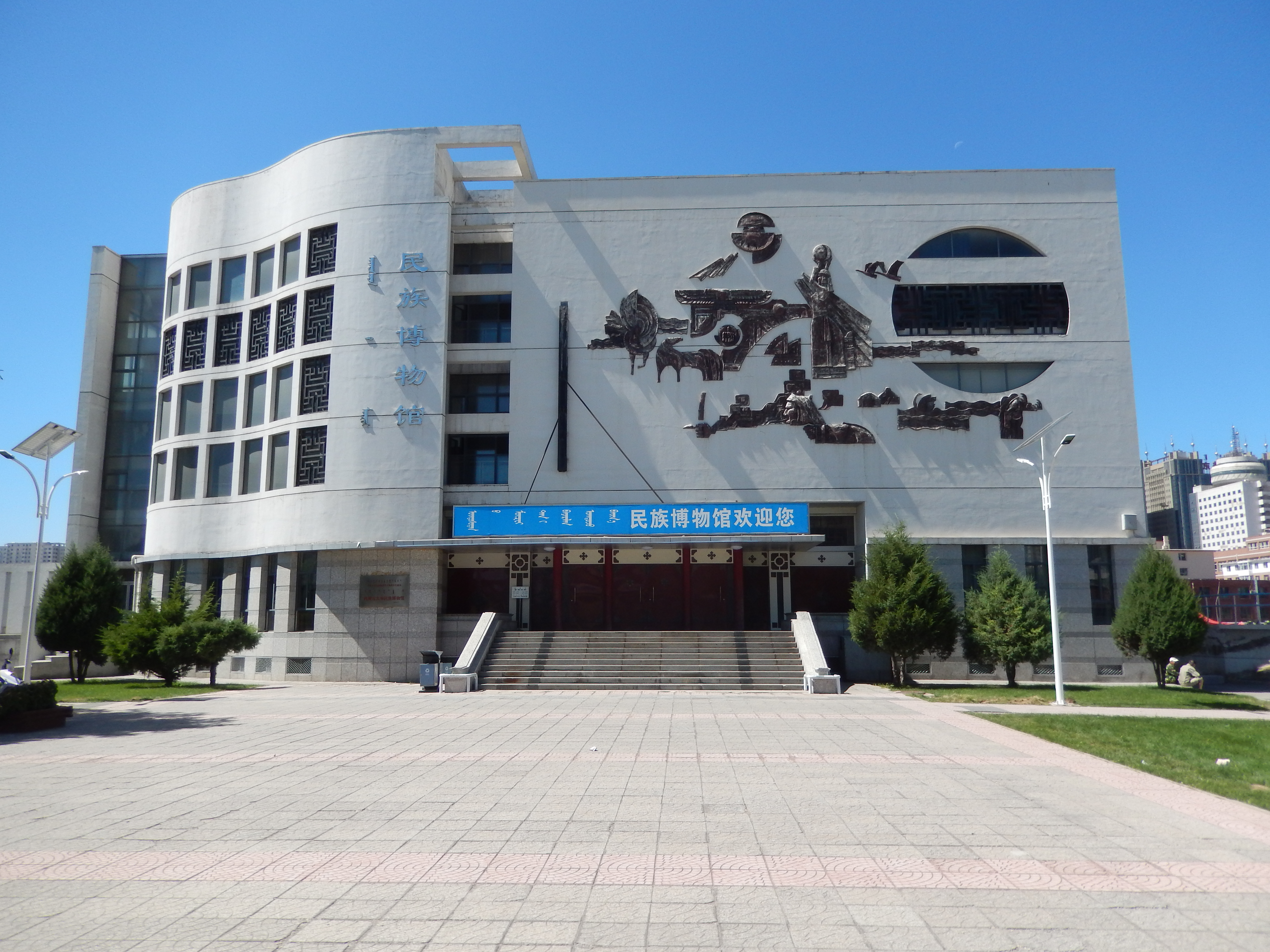
Museo de las Nacionalidades en la Universidad de Mongolia Interior

Cuando se estableció la región autónoma en 1947, los chinos han constituían el 83,6% de la población, mientras que los mongoles representaban el 14,8%. En 2020, el porcentaje de chinos han había descendido al 78,7%. Aunque la región de Hetao, a orillas del río Amarillo, siempre ha alternado entre agricultores del sur y nómadas del norte, la oleada más reciente de emigración de chinos han comenzó a principios del siglo XVIII con el estímulo de la dinastía Qing, y continuó en el siglo XX. Los chinos han viven sobre todo en la región de Hetao, así como en varios núcleos de población del centro y el este de Mongolia Interior. Más del 70 % de los mongoles se concentran en menos del 18 % del territorio de Mongolia Interior (la liga de Hinggan y las prefecturas de Tongliao y Chifeng).
Los mongoles son el segundo grupo étnico más numeroso, con un 17,7% de la población según el censo de 2020, e incluyen muchos grupos diversos de habla mongola; grupos como los buryats y los oirats también se consideran oficialmente mongoles en China. Además de los manchúes, otros grupos étnicos tungúsicos, los oroqen y los evenks también pueblan partes del noreste de Mongolia Interior. También hay un número significativo de hui y coreanos.

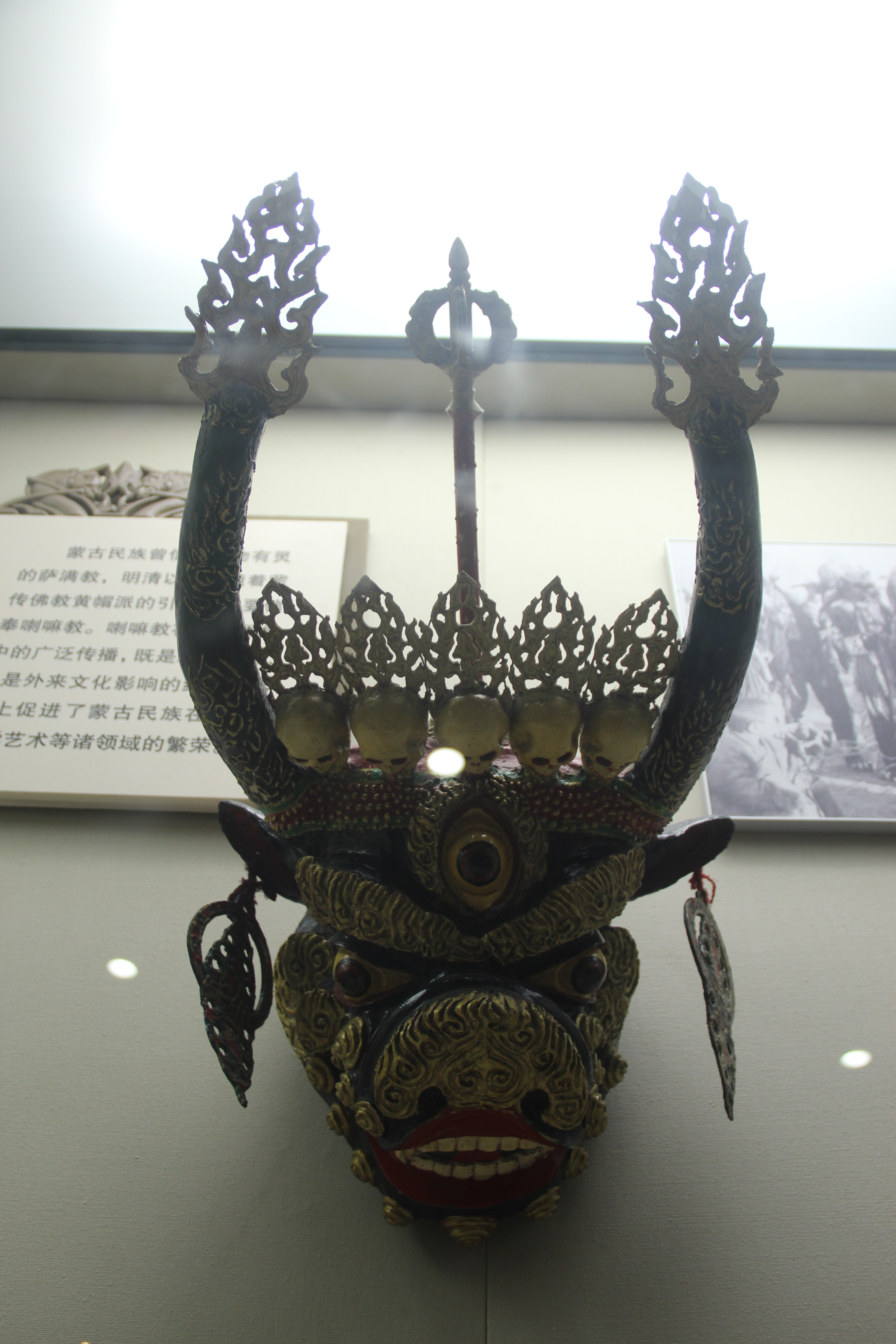
Máscara mongola de Madera, encontrada en Mongolia Interior

Muchos de los mongoles tradicionalmente nómadas se han asentado en hogares permanentes, ya que su economía pastoril se colectivizó durante la era Mao, y algunos han aceptado empleos en las ciudades como trabajadores emigrantes; sin embargo, algunos mongoles continúan con su tradición nómada. En la práctica, los mongoles con estudios superiores tienden a emigrar a los grandes centros urbanos, tras lo cual se vuelven esencialmente indistintos de las poblaciones de etnia china Han.
Los matrimonios mixtos entre poblaciones mongolas y no mongolas son muy frecuentes, sobre todo en zonas donde los mongoles están en contacto regular con otros grupos. Dentro de las familias mongolas hay poco estigma cultural por casarse fuera del grupo étnico, y en los centros urbanos en particular, hombres y mujeres mongoles se casan con no mongoles en tasas relativamente similares. Las tasas de matrimonios mixtos contrastan mucho con las de los tibetanos y uigures étnicos en sus respectivas regiones autónomas. 
En la década de 1980, por ejemplo, en la antigua Liga Jirim, casi el 40% de los matrimonios con al menos un cónyuge mongol eran mixtos entre mongoles y chinos Han. Sin embargo, los informes anecdóticos también han demostrado un aumento de los emparejamientos entre mongoles y chinas Han en los que la mujer es de origen rural, lo que aparentemente excluye a los hombres mongoles rurales del mercado matrimonial a medida que la proporción de sexos en China se vuelve más sesgada, con una proporción mucho mayor de hombres.
| Grupos étnicos en Mongolia Interior, censo de 2000 | Grupos étnicos en Mongolia Interior, censo de 2000 | Grupos étnicos en Mongolia Interior, censo de 2000 |
| Nacionalidad                                       | Población                                          | Porcentaje                                         |
| -------------------------------------------------- | -------------------------------------------------- | -------------------------------------------------- |
| Han                                                | 18.465.586                                         | 79.17%                                             |
| Mongol                                             | 3.995.349                                          | 17.13%                                             |
| Manchú                                             | 499.911                                            | 2.14%                                              |
| Hui                                                | 209.850                                            | 0.900%                                             |
| Daur                                               | 77.188                                             | 0.331%                                             |
| Ewenki                                             | 26.201                                             | 0.112%                                             |
| Coreanos                                           | 21.859                                             | 0.094%                                             |
| Rusos                                              | 5.020                                              | 0.022%                                             |

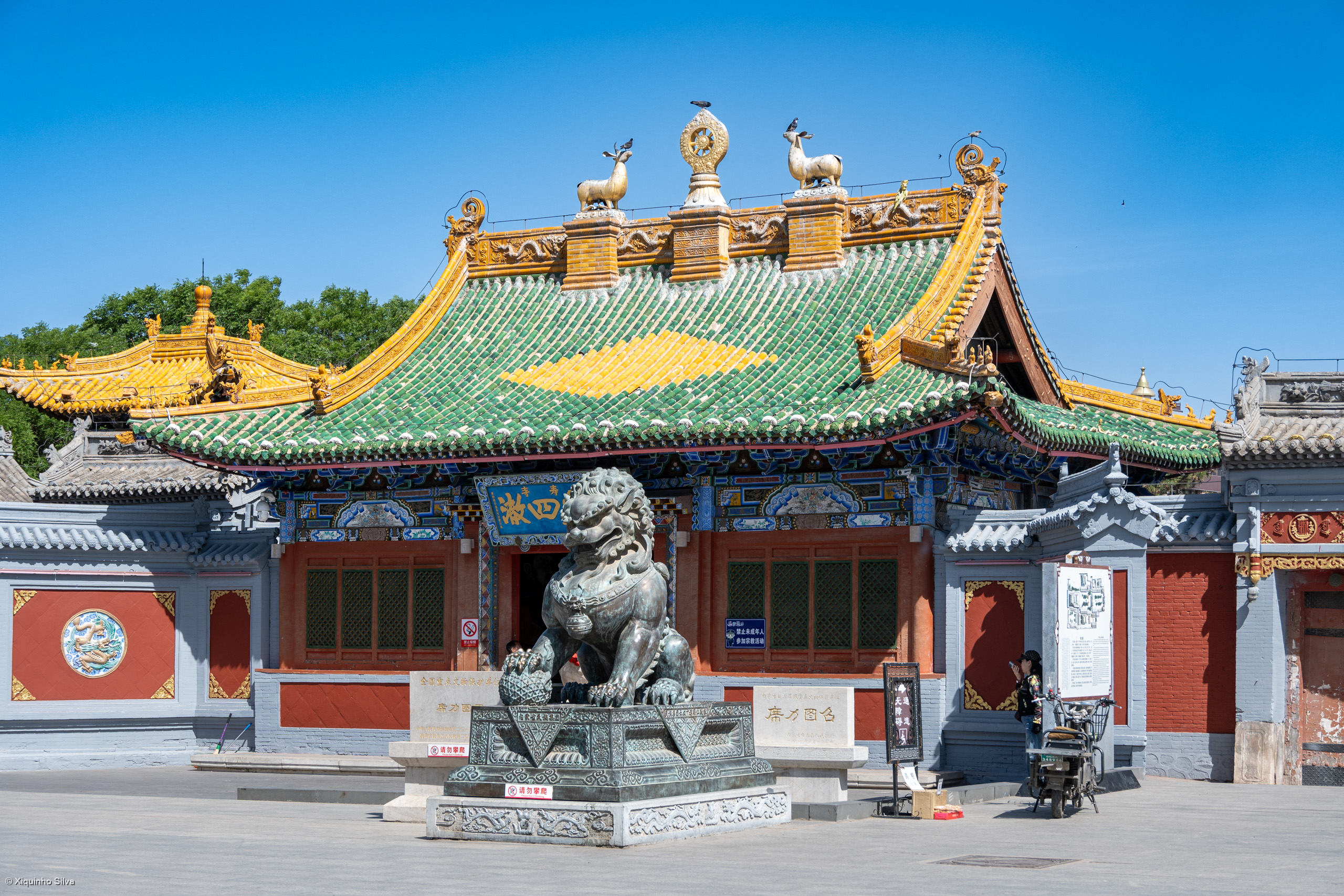
Un Monasterio budista tibetano (Shiretu Juu) en Mongolia Interior

No incluye a los miembros del Ejército chino en servicio activo.

### Religión
Según una encuesta realizada en 2004 por la Universidad Minzu de China, cerca del 80% de la población de la región practica el culto al Cielo (que recibe el nombre de Tian en la tradición china y de Tenger en la mongola) y de ovoo/aobao.
Las estadísticas oficiales informan de que el 10,9% de la población (3 millones de personas) son miembros de grupos budistas tibetanos. Según la Encuesta sobre la Vida Espiritual China de 2007 y la Encuesta Social General China de 2009, el cristianismo es la identidad religiosa del 3,2% de la población de la región y la religión ancestral china la del 2,36%, mientras que un análisis demográfico del año 2010 informaba de que los musulmanes constituyen el 0,91%.

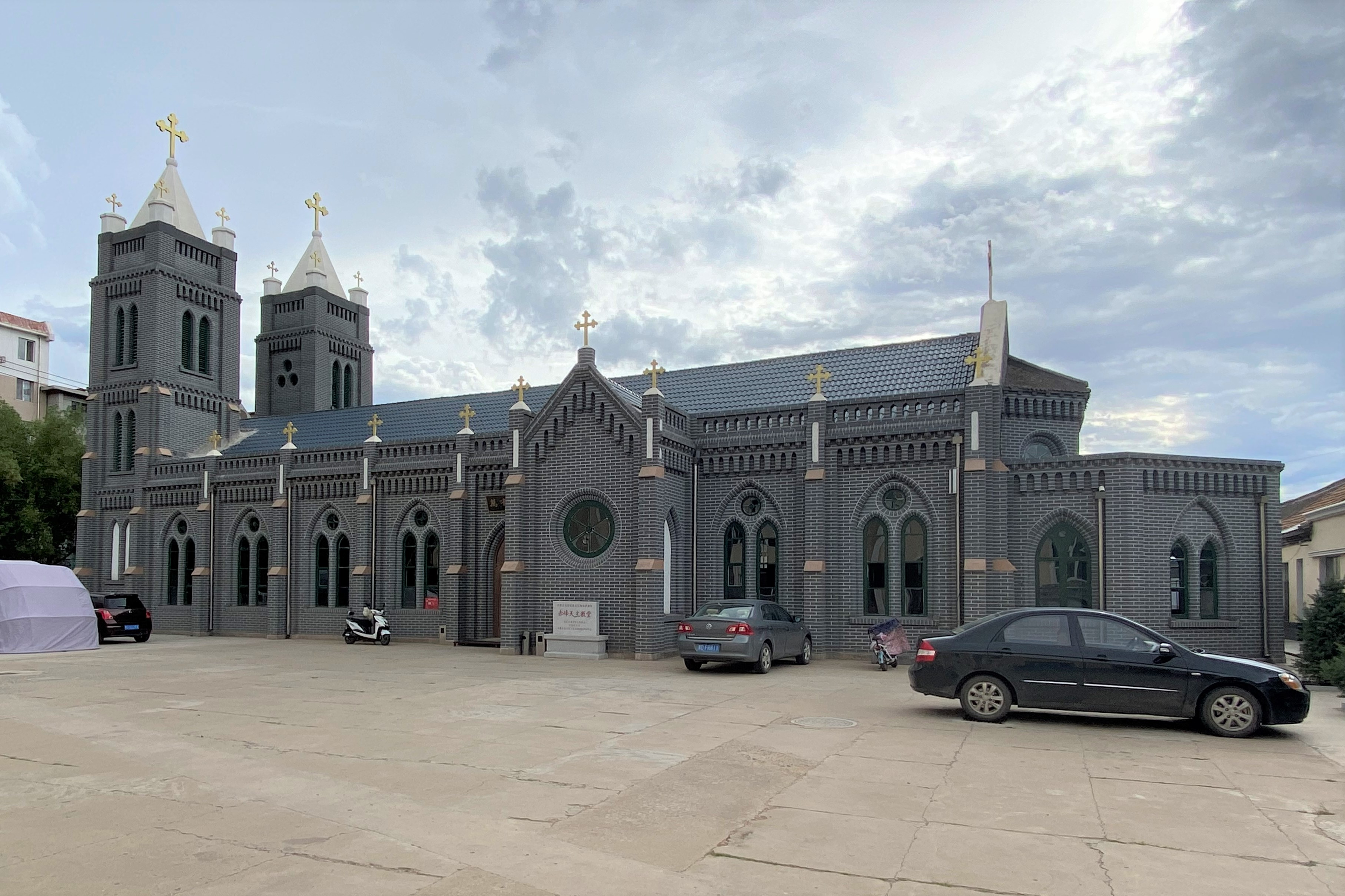
Catedral del Sagrado Corazón de Jesús en Chifeng

El culto a Gengis Kan, presente en forma de varios templos de Gengis Kan, es una tradición del chamanismo mongol, en la que se le considera un héroe cultural y antepasado divino, encarnación del Tenger (Cielo, Dios del Cielo). Su culto en templos especiales, muy desarrollado en Mongolia Interior desde la década de 1980, también es compartido por los chinos Han, que reivindican su espíritu como principio fundador de la dinastía Yuan.
El budismo tibetano (budismo mongol, localmente conocido también como «budismo amarillo») es la forma de budismo dominante en Mongolia Interior, practicada también por muchos chinos han. Otra forma de budismo, practicada por los chinos, son las escuelas del budismo chino.
Cuando un sacerdote intentó impedir la demolición (para construir una carretera) de la única Iglesia católica de Ordos fue detenido. La zona está atendida por la archidiócesis de Suiyuan, la diócesis de Chifeng y la diócesis de Jining. En Mongolia Interior hay pueblos católicos.

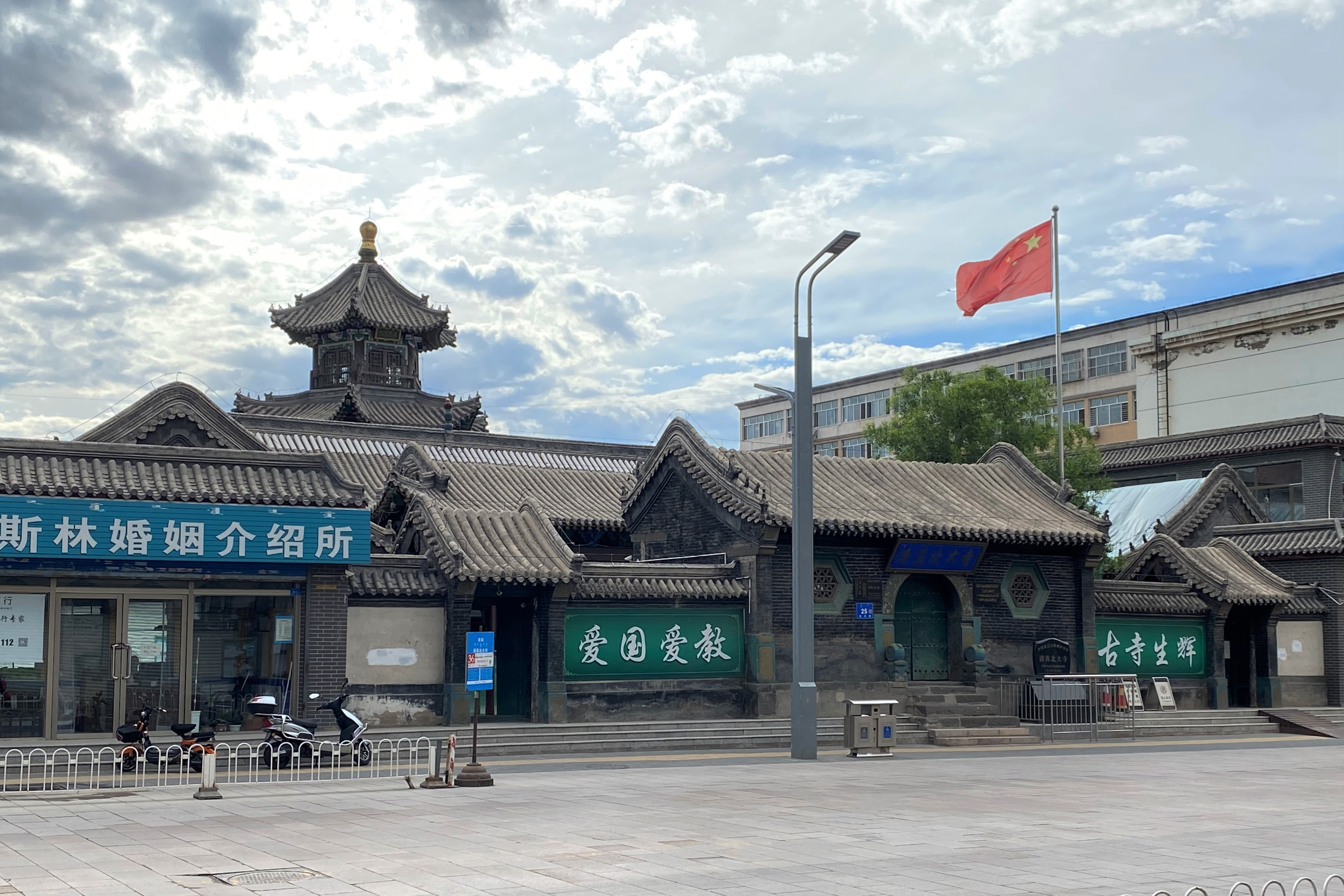
Una mezquita en la Mongolia Interior

Cuenta con un seminario católico clandestino. Varios sacerdotes de la Iglesia católica se encuentran en la clandestinidad o fueron detenidos en 2007. Se estima que hay más de 200.000 católicos en Mongolia Interior. Hay al menos 32 iglesias católicas y 100 reuniones en hogares. Durante la rebelión de los bóxers, más de 2.000 católicos fueron asesinados en Mongolia Interior. Cuatro obispos nombrados por la Asociación Patriótica Católica China están presentes en Mongolia Interior.

### Educación
Algunos centros educativos de nivel superior en Mongolia Interior incluyen a: la Universidad de Mongolia Interior, Universidad de Ciencia y Tecnología de Mongolia Interior, Universidad Tecnológica de Mongolia Interior, Universidad Agrícola de Mongolia Interior, Universidad Médica de Mongolia Interior, Facultad de Medicina de Baotou, Universidad Normal de Mongolia Interior, Facultad de Magisterio de Baotou, Universidad de Mongolia Interior para las Nacionalidades, Universidad de Chifeng, Facultad de Hulunbuir, Universidad Normal de Jining, Universidad de Finanzas y Economía de Mongolia Interior, Facultad de Hetao, Universidad de Artes de Mongolia Interior e Instituto de Tecnología de Ordos.

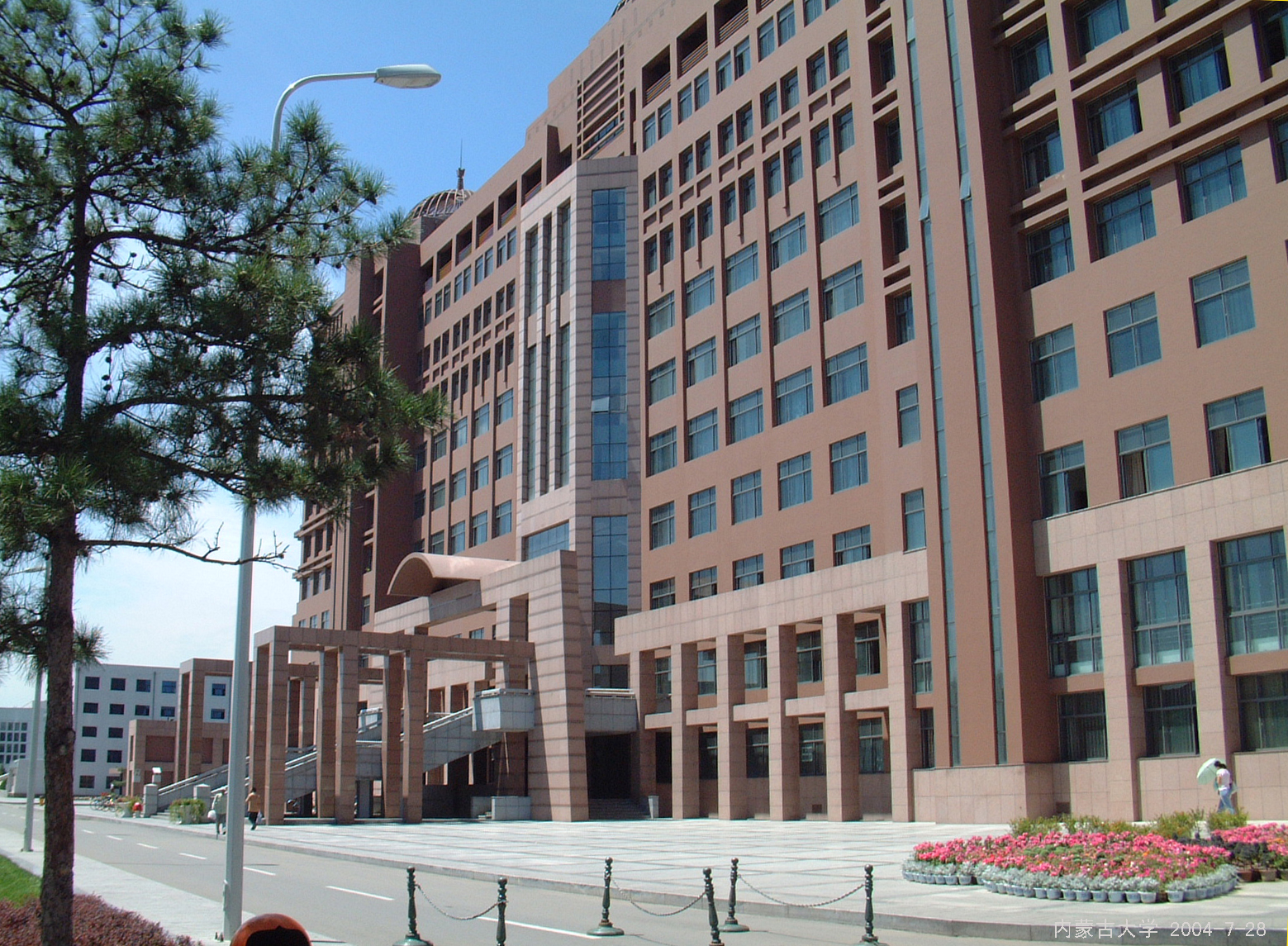
Universidad de Mongolia Interior

Mongolia Interior, bajo la República Popular China, ha permitido históricamente la lengua mongola como medio de instrucción. Un artículo de 1979 del Diario del Pueblo elogia el restablecimiento de la enseñanza en mongol tras «la interferencia y el vandalismo de la Banda de los Cuatro» durante la llamada Revolución Cultural.
The New York Times informó el 31 de agosto de 2020 que en el verano de 2020, el gobierno chino anunció una nueva política educativa, que pedía que el chino sustituyera gradualmente al mongol como lengua de enseñanza en tres asignaturas, incluyendo lengua y literatura, política e historia, en las escuelas primarias y secundarias de la región de Mongolia Interior. Miles de personas de etnia mongola del norte de China se reunieron para protestar contra esta política.
Los padres y alumnos de las escuelas étnicas se opusieron firmemente a la reforma curricular. El sentimiento se extendió a otros mongoles chinos que no asistían a esas escuelas, lo que provocó protestas. Aunque se considera un intento de asimilar a las minorías étnicas, los observadores también señalan que ejemplifica la «política étnica de segunda generación» del secretario general y presidente del Partido Comunista Chino (PCCh), Xi Jinping, que «imaginó la fórmula del crisol de razas como la solución definitiva a los problemas étnicos».
La Universidad de Mongolia Interior (IMU) está situada en Hohhot, Está afiliada al Gobierno Popular de la Región Autónoma de Mongolia Interior y cofinanciada con el Ministerio de Educación de China. La universidad forma parte del Proyecto 211 y de la Construcción Doble de Primera Clase.

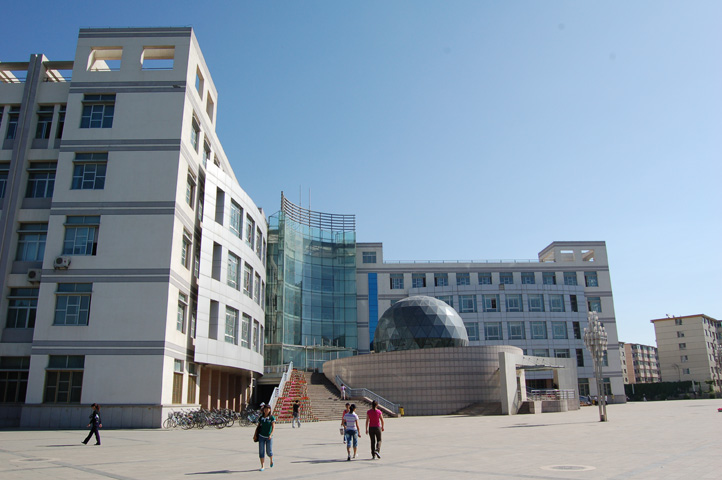
Campus de la Universidad Agrícola de Mogolia Interior

La universidad tiene cuatro campus, que cubren un área de 1.990 mil metros cuadrados. Consta de 20 facultades, bajo las cuales hay 34 departamentos, y 1 departamento independiente de educación general.
En febrero de 2006, la universidad impartía 92 programas de máster y 59 carreras de licenciatura. Unos 2.414 miembros del personal trabajan en la universidad, incluidos 1.303 profesores e investigadores a tiempo completo, entre los que hay 744 catedráticos y profesores asociados. La Universidad de Mongolia Interior ha firmado oficialmente acuerdos de intercambio y cooperación con 20 universidades extranjeras.
La Universidad Tecnológica de Mongolia Interior (IMUT) es dependiente del gobierno de la Región Autónoma. Fue fundada en 1951 y originalmente se conocía como Escuela Técnica Superior de Suiyuan (绥远省高级工业学校) y después de 1958 como Instituto Politécnico de Mongolia Interior (内蒙古工学院) antes de cambiar a su nombre actual en 1993. Tiene 3 campus, dos situados en Hohhot, la capital de la Región Autónoma de Mongolia Interior, y uno en la ciudad de Ordos.
La universidad cuenta con más de 27.000 estudiantes matriculados. La universidad es principalmente una escuela de ingeniería, aunque se ha ampliado a otros campos, como la economía y el derecho. Hay 6 disciplinas en las que los estudiantes pueden obtener un doctorado, 22 disciplinas en las que los estudiantes pueden obtener un máster y 72 disciplinas para estudios de grado.
La Universidad Médica de Mongolia Interior también es dependiente del gobierno de la Región Autónoma. Se encuentra en Hohhot, la capital de la Región Autónoma de Mongolia Interior. Fue rebautizada como Facultad de Medicina de Mongolia Interior en 2012.

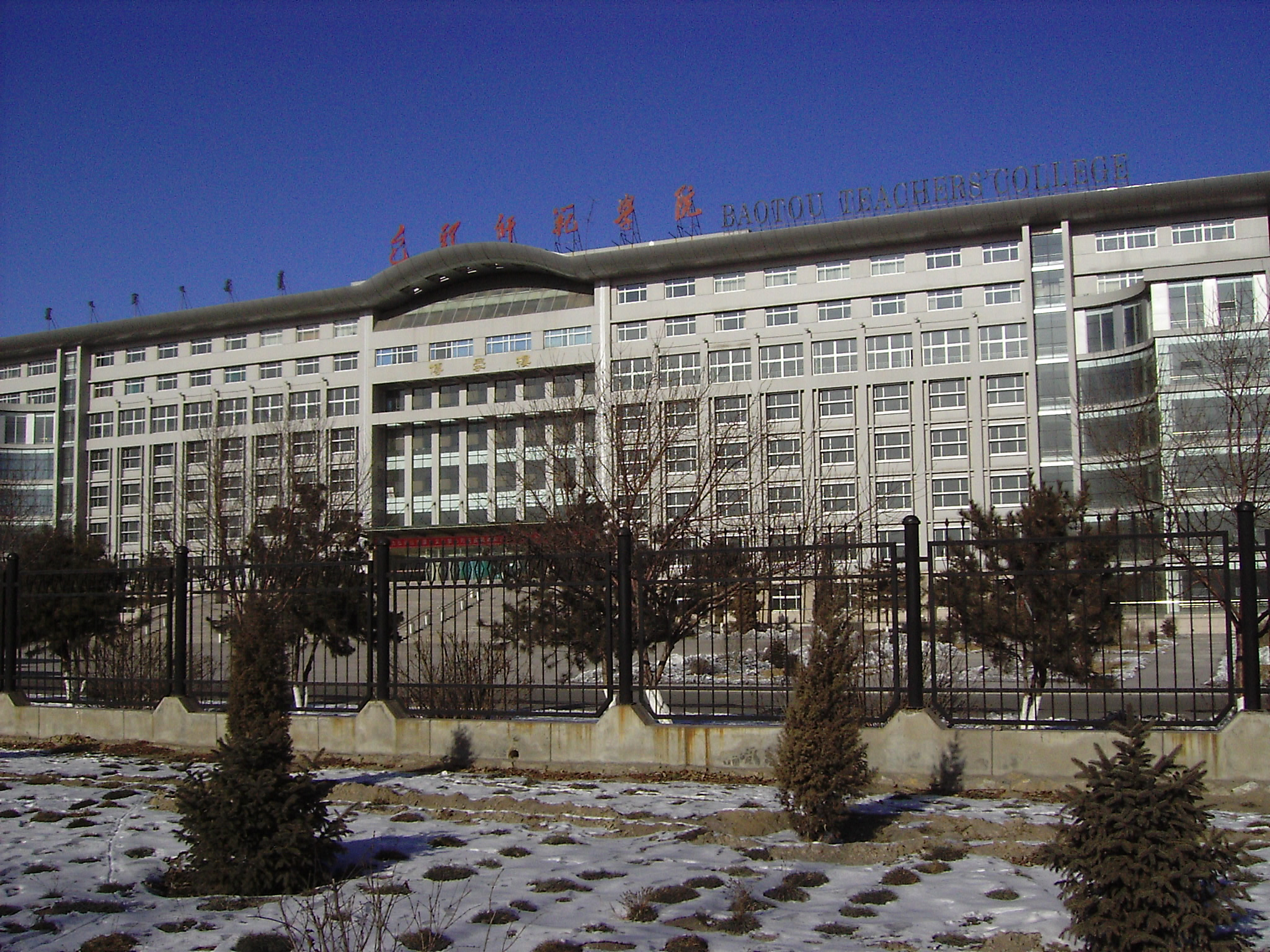
Universidad Normal de Baotou

El campus principal está en el centro, a unos 400 m al oeste de la plaza central, en el lado norte.
El nuevo campus se inauguró en 2006: 35 km al oeste del centro y 8 km al oeste de JinChuan. Los profesores, excepto los extranjeros, toman el autobús universitario gratuito desde el centro hasta el nuevo campus. El trayecto dura 45 minutos.
La Universidad de Mongolia Interior para las Nacionalidades se encuentra en Tongliao, bajo la administración directa de la Región Autónoma de Mongolia Interior del Gobierno chino. IMUN está acreditada por el gobierno chino y reconocida por la Organización Mundial de la Salud (OMS) y la Federación Mundial para la Educación Médica.
IMUN es conocida en toda China como una universidad emblemática de minorías étnicas, con especial atención al grupo étnico minoritario chino mongol.
Fundada en 1958, la universidad se fusionó con otras dos instituciones de educación superior en 2000 para formar una universidad integral.

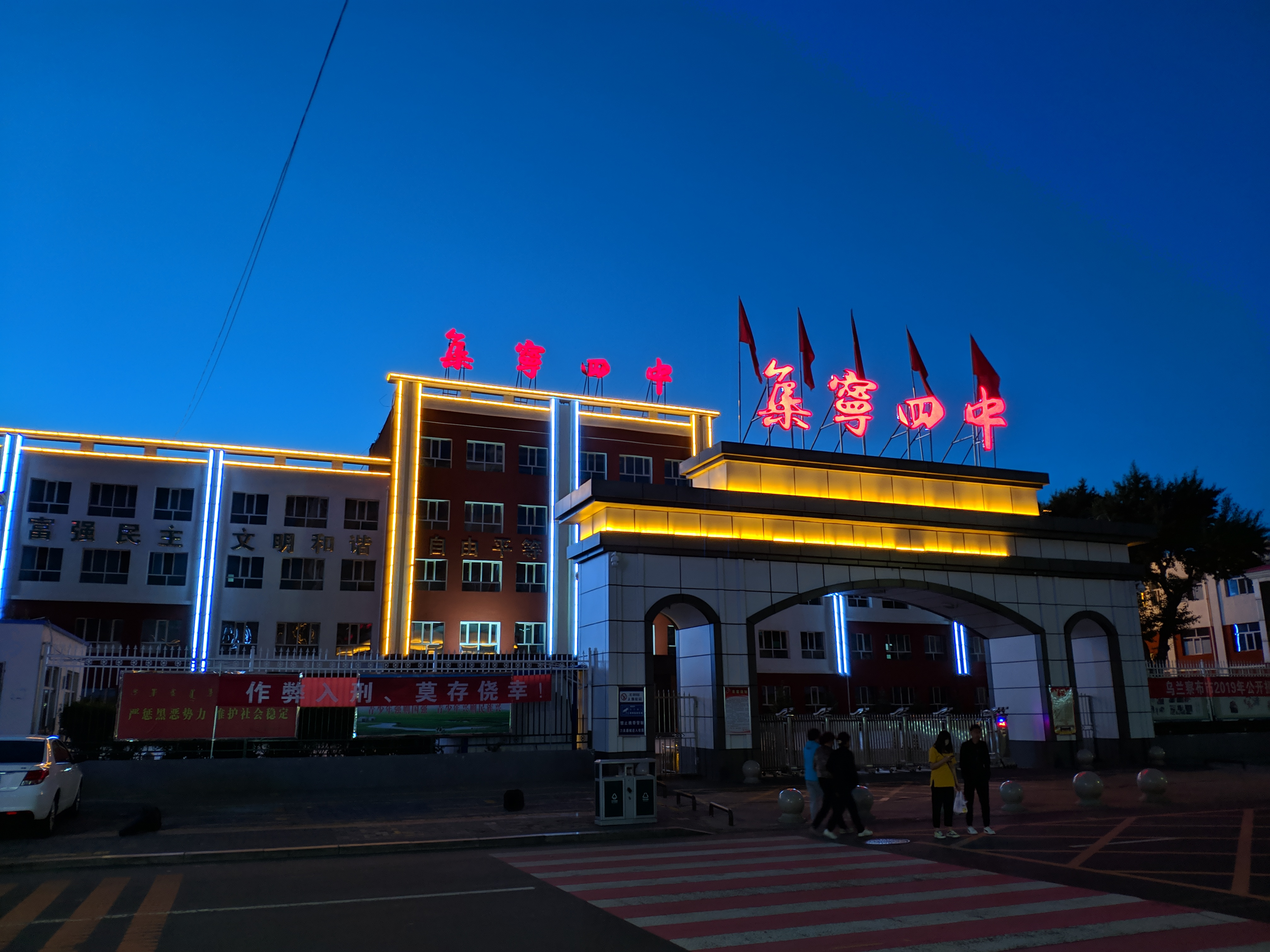
Una Escuela Secundaria de Mongolia Interior

IMUN consta de 22 departamentos y una unidad de enseñanza e investigación. Las facultades incluyen Humanidades; Política, Derecho e Historia; Ciencias de la Educación; Intercambio Internacional; Matemáticas e Informática; Física y Electromecánica; Química; Medicina Mongola; Medicina Clínica; Agricultura; Ciencias Veterinarias; Mongol; Deportes Físicos; Lenguas Extranjeras; Artes; Educación de Adultos; Ciencias de la Vida; Ingeniería Mecánica; Gestión Económica; y Tecnología Profesional. Hay dos hospitales adscritos al IMUN. Departamentos Departamento de Medicina Básica y Clínica 1-Medicina (M.B.B.S) 2-Departamento de Medicina Oral (B.D.S) 3-Departamento de Medicina 4-Departamento de Enfermería Su unidad de investigación científica consta de 11 institutos: Historia Universal, Cultura Horqin, Física del Estado Condensado, Física Computacional, Agricultura Agrícola, Semillas y Medicina Mongola.
La biblioteca principal está junto al Museo de la Universidad de las Nacionalidades de Mongolia Interior. Delante de estos dos edificios destaca una hermosa estatua de cuatro caballos, símbolo de la cultura y la historia mongolas.

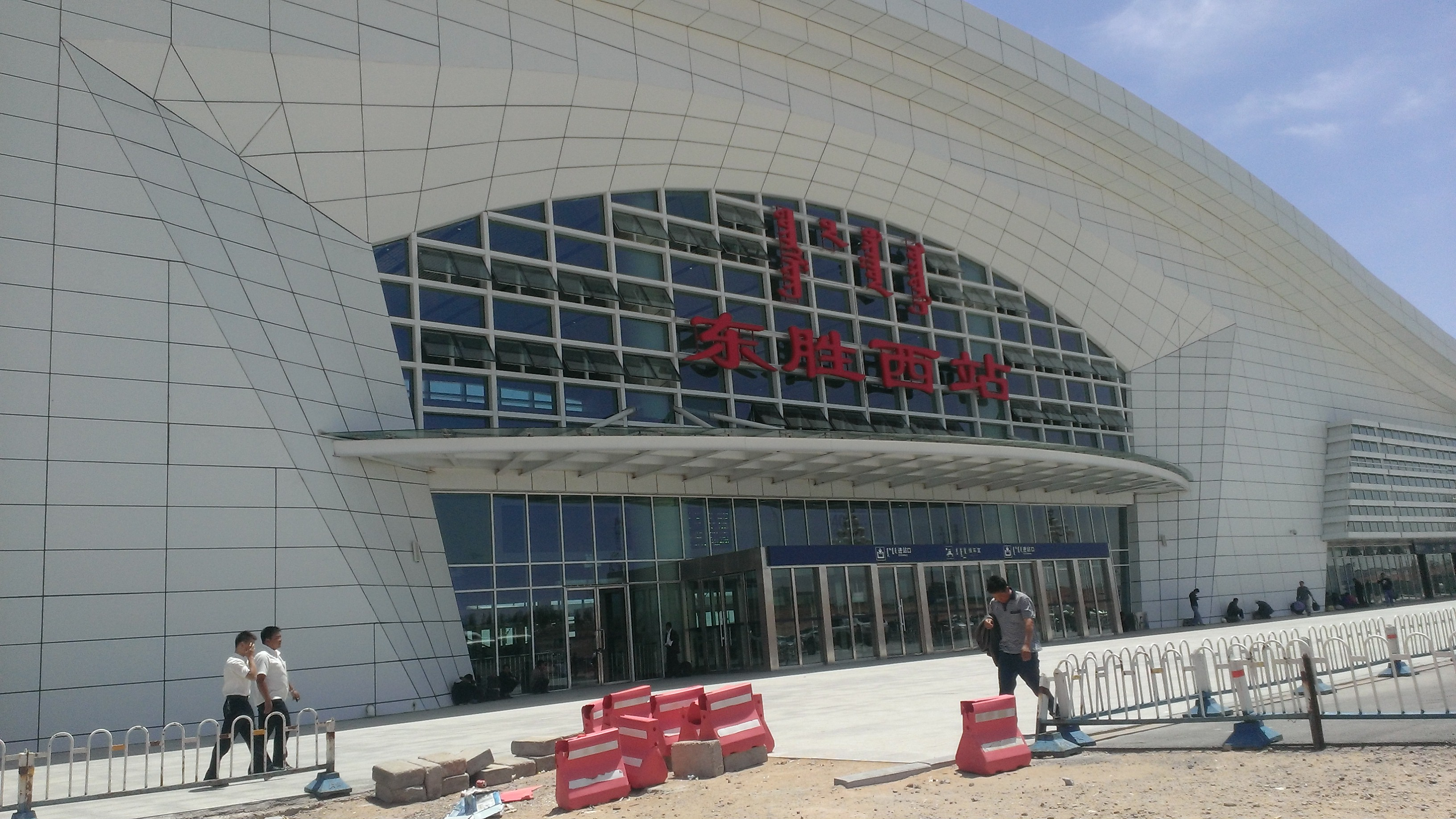
La estación de tren Dongshengxi con caracteres en Mongol y Chino mandarín

### Lenguas
El uso del idioma mongol por parte de los 4,1 millones de mongoles étnicos de Mongolia Interior ha disminuido drásticamente desde la década de 1980. En toda China, esta lengua es hablada por aproximadamente la mitad de los 5,8 millones de mongoles étnicos del país (estimación de 2005). Sin embargo, se desconoce el número exacto de hablantes de mongol en China, ya que no se dispone de datos sobre el dominio de la lengua por parte de los ciudadanos del país. El uso del mongol en China, concretamente en Mongolia Interior, ha experimentado periodos de declive y resurgimiento a lo largo de los últimos cientos de años. 
La lengua experimentó un declive a finales del periodo Qing, un renacimiento entre 1947 y 1965, un segundo declive entre 1966 y 1976, un segundo renacimiento entre 1977 y 1992, y un tercer declive entre 1995 y 2012. Sin embargo, a pesar del declive de la lengua mongola en algunas zonas urbanas y ámbitos educativos de Mongolia Interior, es muy probable que la identidad étnica de los mongoles urbanizados de habla china sobreviva debido a la presencia de comunidades étnicas urbanas. La situación multilingüe de Mongolia Interior no parece obstaculizar los esfuerzos de los mongoles étnicos por conservar su lengua. Aunque un número desconocido de mongoles en China, como los tumets, pueden haber perdido total o parcialmente la capacidad de hablar su lengua, siguen estando registrados como mongoles étnicos y continúan identificándose como mongoles étnicos. Los hijos de matrimonios interétnicos mongoles-chinos también afirman ser y están registrados como mongoles étnicos.

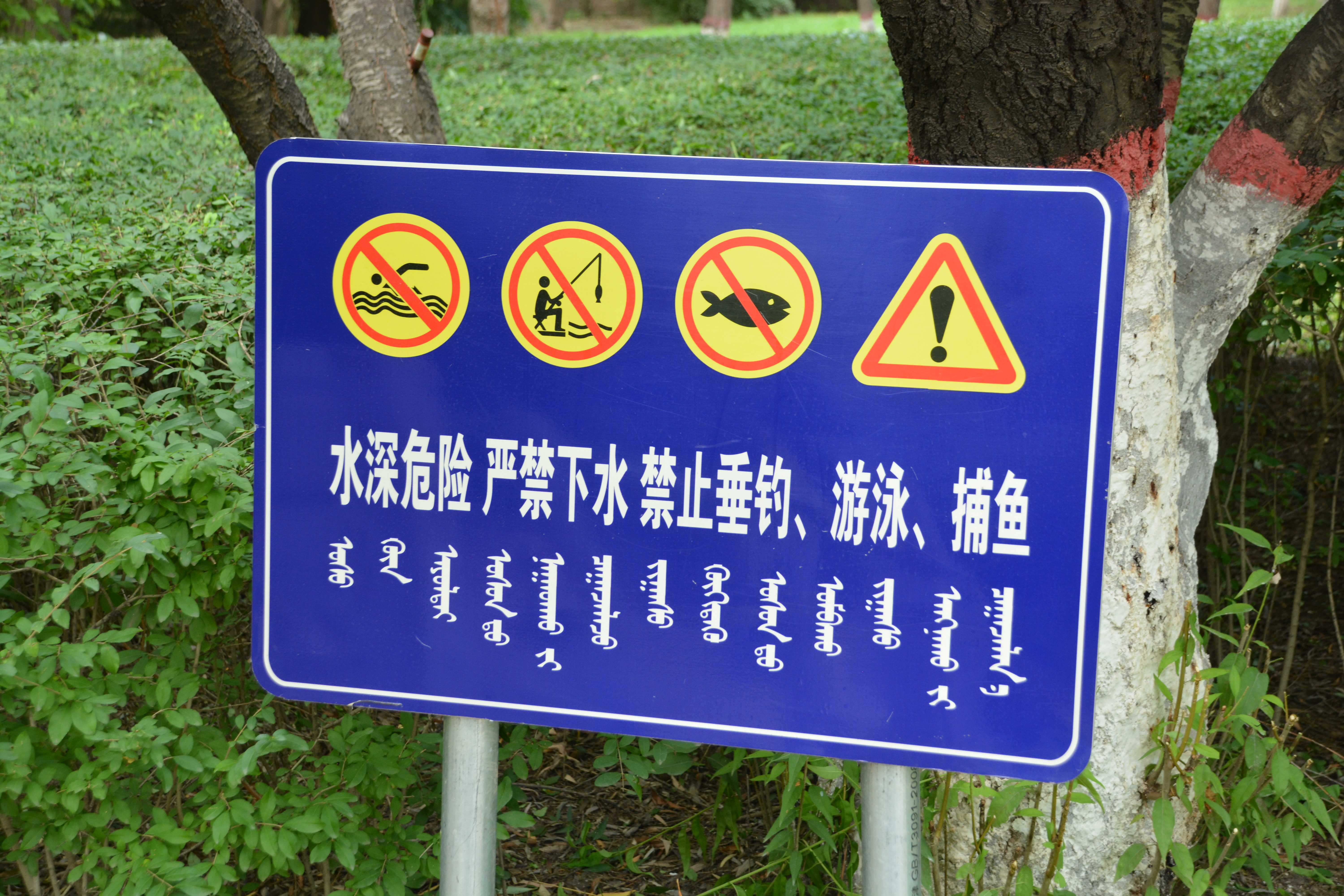
Un cartel de advertencia en el Parque Wulanfu escrito en Chino mandarín y Mongol

Por ley, todas las señales de tráfico, los establecimientos comerciales y los documentos gubernamentales deben ser bilingües, es decir, estar escritos en mongol y chino. Hay tres canales de televisión mongoles en la red de televisión por satélite de Mongolia Interior. En el transporte público, todos los anuncios deben ser bilingües.
Los mongoles de Mongolia Interior hablan dialectos mongoles como el chakhar, el xilingol, el baarin, el khorchin y el kharchin mongol y, dependiendo de la definición y el análisis, otros dialectos o lenguas mongólicas centrales independientes estrechamente relacionadas como el ordos, el khamnigan, el barghu buriato y el dialecto alasha, que podría decirse que es oirat. La pronunciación estándar del mongol en China se basa en el dialecto Chakhar de la Bandera Azul Llana, situada en el centro de Mongolia Interior, mientras que la gramática se basa en todos los dialectos de Mongolia Interior, a diferencia del Estado mongol, donde la pronunciación estándar se basa en el dialecto Khalkha, estrechamente relacionado. En Hulunbuir se hablan varias lenguas independientes, como la lengua mongólica dagur, algo más distante, y la lengua tungúsica evenki. Oficialmente, incluso el dialecto evenki Oroqin se considera una lengua.
Los chinos han de Mongolia Interior hablan diversos dialectos, según la región. Los de las zonas orientales suelen hablar el mandarín del noreste, que pertenece al grupo de dialectos del mandarín; los de las zonas centrales, como el valle del río Amarillo, hablan variedades del jin, otra subdivisión del chino, debido a su proximidad con otras zonas chinas de habla jin, como la provincia de Shanxi. Ciudades como Hohhot y Baotou tienen su propio tipo de chino jin, como el dialecto Zhangjiakou-Hohhot, a veces incomprensible con dialectos hablados en regiones del noreste como Hailar.

### Salud

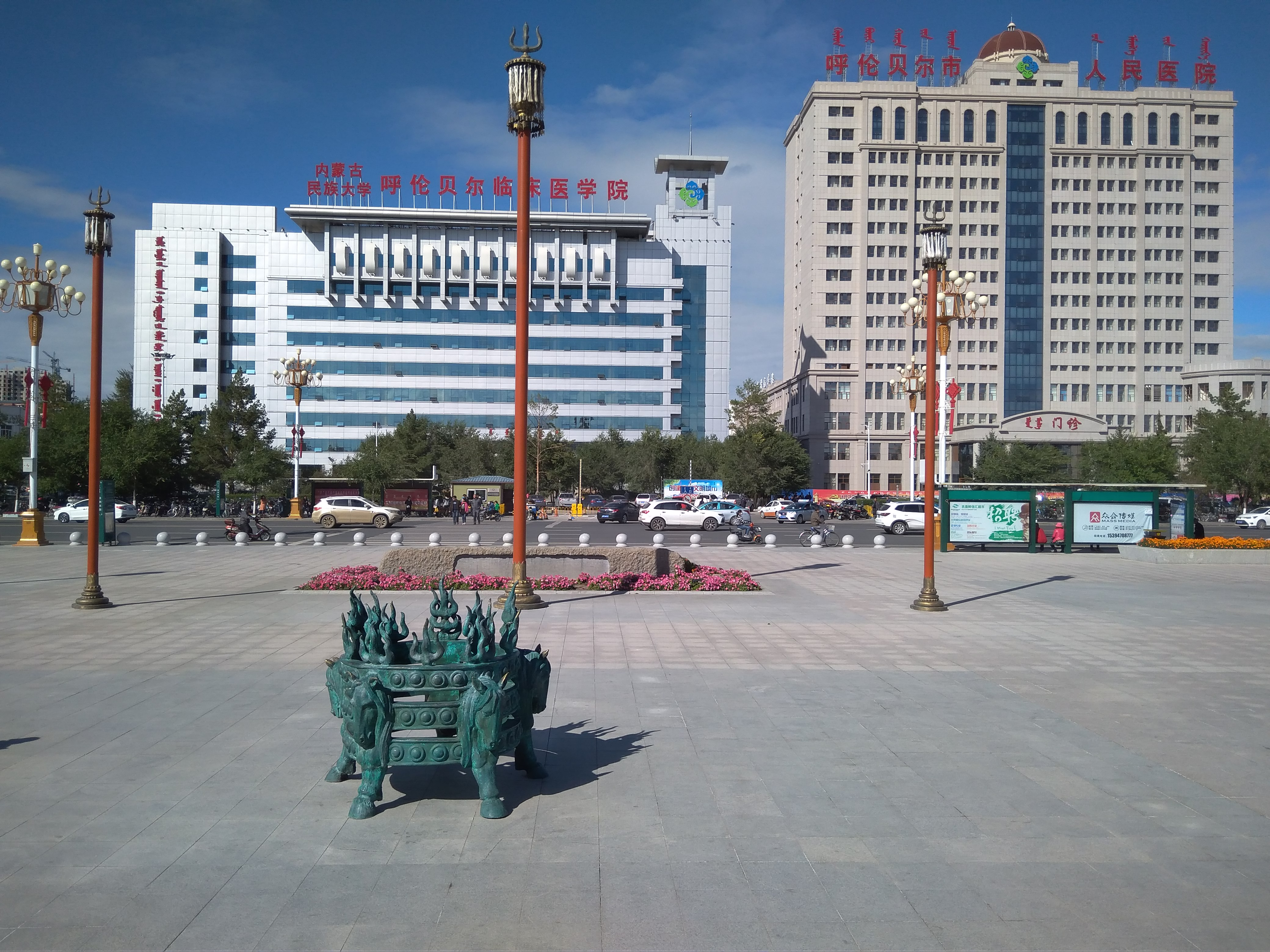
Hospital Popular de Hulun Buir

La Sanidad en Mongolia Interior está condicionada por una mezcla única de prácticas tradicionales y avances médicos modernos. La región, conocida por sus vastas praderas y su cultura nómada, se enfrenta a retos y oportunidades sanitarios distintos.
Los principales problemas sanitarios de Mongolia Interior son similares a los de muchas zonas rurales. Entre ellos están el acceso limitado a los centros sanitarios, la escasez de profesionales médicos y la prevalencia de enfermedades infecciosas como la tuberculosis y la hepatitis. La dureza del clima y la dispersión de la población agravan estos problemas y complican la prestación de asistencia sanitaria.
Para hacer frente a estos retos, el gobierno chino ha puesto en marcha varias iniciativas destinadas a mejorar la asistencia sanitaria en Mongolia Interior. Entre ellas están la construcción de nuevos hospitales y clínicas, sobre todo en zonas remotas, y la formación de más personal sanitario. También se han introducido unidades sanitarias móviles y la telemedicina para salvar la distancia entre los servicios sanitarios urbanos y rurales, proporcionando servicios médicos vitales a quienes viven en zonas alejadas.
La medicina tradicional mongola, profundamente arraigada en la cultura de la región, desempeña un papel importante en la asistencia sanitaria. Este sistema combina hierbas medicinales, acupuntura y otras prácticas que se han transmitido de generación en generación. Muchos lugareños siguen confiando en la medicina tradicional, ya sea como tratamiento primario o junto con la atención médica moderna.
La atención sanitaria preventiva es otro ámbito de interés. Las campañas de salud pública promueven la vacunación, las prácticas higiénicas y los cambios en el estilo de vida para combatir enfermedades crónicas como la hipertensión y la diabetes, cada vez más frecuentes debido a los cambios en la dieta y el sedentarismo.
A pesar de estos esfuerzos, las disparidades en la calidad y el acceso a la atención sanitaria siguen siendo un reto. El gobierno sigue invirtiendo en infraestructuras y políticas para garantizar que todos los residentes de Mongolia Interior tengan acceso a los servicios sanitarios esenciales, esforzándose por lograr un futuro más sano y equitativo para la región.
En esencia, el sistema sanitario de Mongolia Interior es una intersección dinámica de tradición y modernidad, que trabaja para superar importantes obstáculos y mejorar el bienestar de su diversa población.

## Cultura

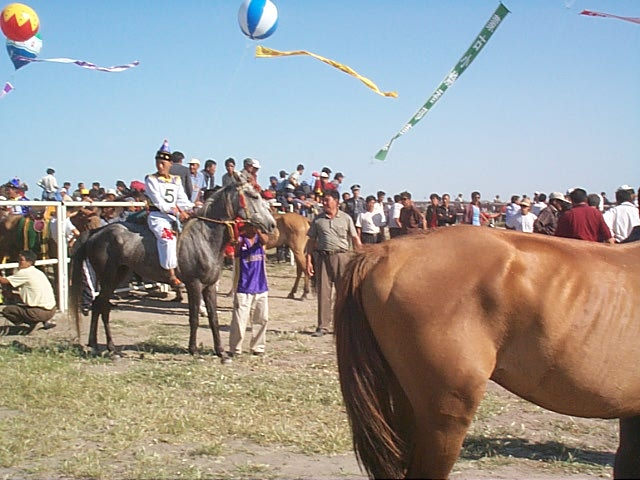
Festival de Naadam en Mongolia Interior

Los chinos han de Mongolia Interior hablan distintos dialectos dependiendo de cada región. Las zonas orientales tienden a hablar dialectos del nordeste, que pertenecen al grupo mandarín de dialectos. En la parte central, como el valle del río Amarillo, se hablan variedades del Jin, dada su proximidad a otras áreas en las que se habla, como la provincia de Shanxi.
Los mongoles de Mongolia Interior hablan distintos dialectos del mongol, incluyendo Chahar, Bairin, Ordos, Ejin-Alxa, Barghu-Buriato, etc… La pronunciación estándar del mongol en China está basada en el dialecto Chahar de la Bandera Azul, localizada en la zona central.
Los Daur, Ewenki y Oroqen tienen sus propios idiomas.
Entre los chinos Han, la ópera de Shanxi es una forma tradicional de entretenimiento.
Siqin Gaowa, actriz famosa en China, es de etnia mongol y nativa de Mongolia Interior.
Un oficio popular en Mongolia Interior son las acrobacias circenses.

### Música

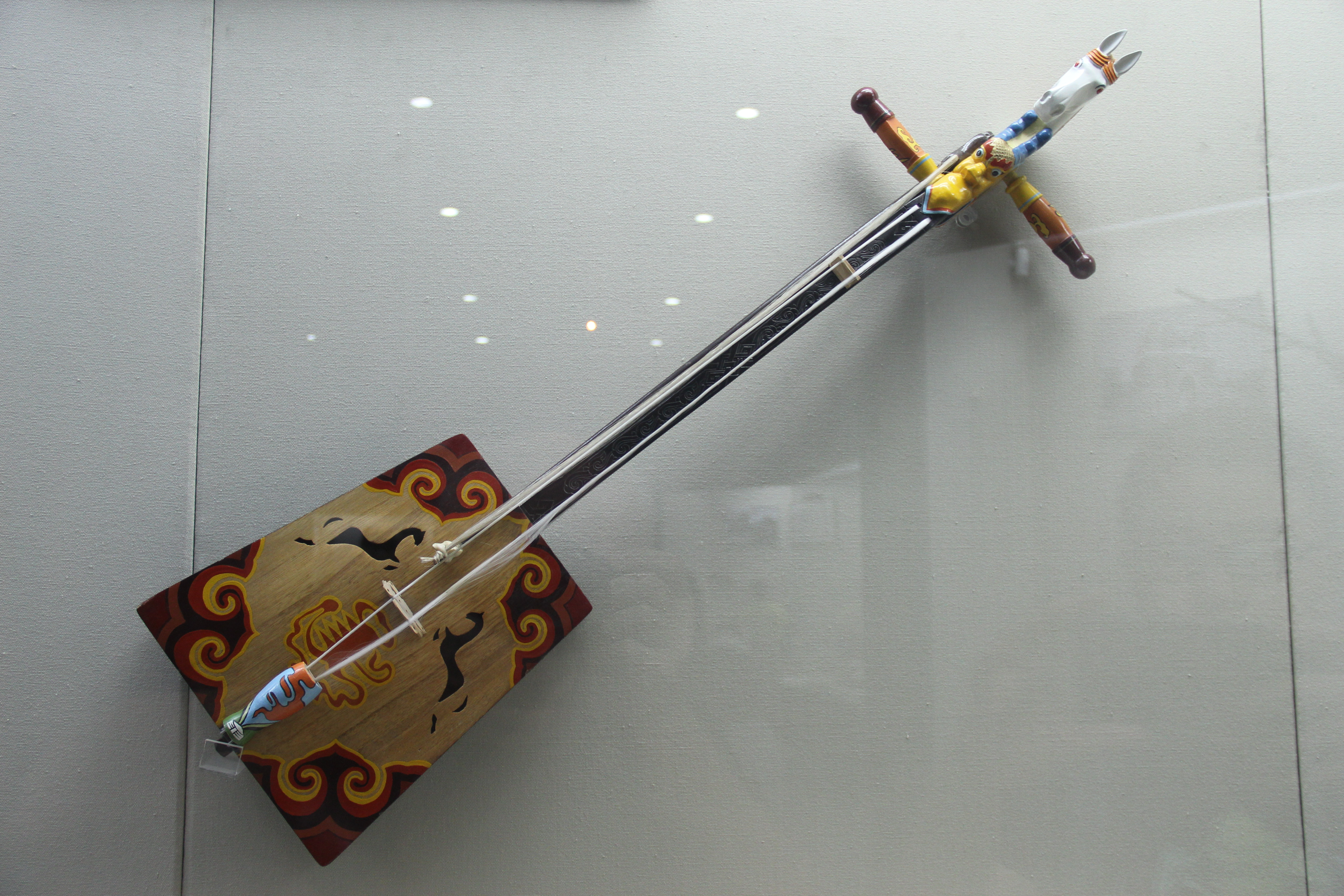
Un instrumento de cuerda, el morin khuur ("violín cabeza de caballo"), tradicional de la música mongola.

Mongolia Interior es una región autónoma de China, con tradiciones relacionadas con la música tuvana y la de la vecina Mongolia. Entre sus músicos más populares figura la intérprete de yangqin Urna Chahar-Tugchi, exintegrante del conjunto de músicas del mundo Gaoshan Liushui, de Robert Zollitsch. El cantautor Tengger es conocido en toda China desde su éxito de 1986 «I am a Mongolian» (Bi mongol hun); desde entonces ha formado una banda llamada Blue Wolf.
Entre las instituciones musicales destacan la Música nacional de Mongolia Interior  y la Sociedad Morin Khuur de China.
Este género se denomina «Canción larga» (Urtyn duu) porque cada sílaba del texto se prolonga durante mucho tiempo. Una canción de cuatro minutos puede constar sólo de diez palabras. Los temas líricos varían según el contexto; pueden ser filosóficos, religiosos, románticos o de celebración, y a menudo utilizan caballos como símbolo o tema repetido a lo largo de la canción. Los mongoles orientales suelen utilizar un morin khuur (violín con cabeza de caballo) como acompañamiento, a veces con un tipo de flauta indígena llamada limbe. Los grupos oirat de los mongoles occidentales suelen cantar canciones largas sin acompañamiento o acompañadas con el igil.

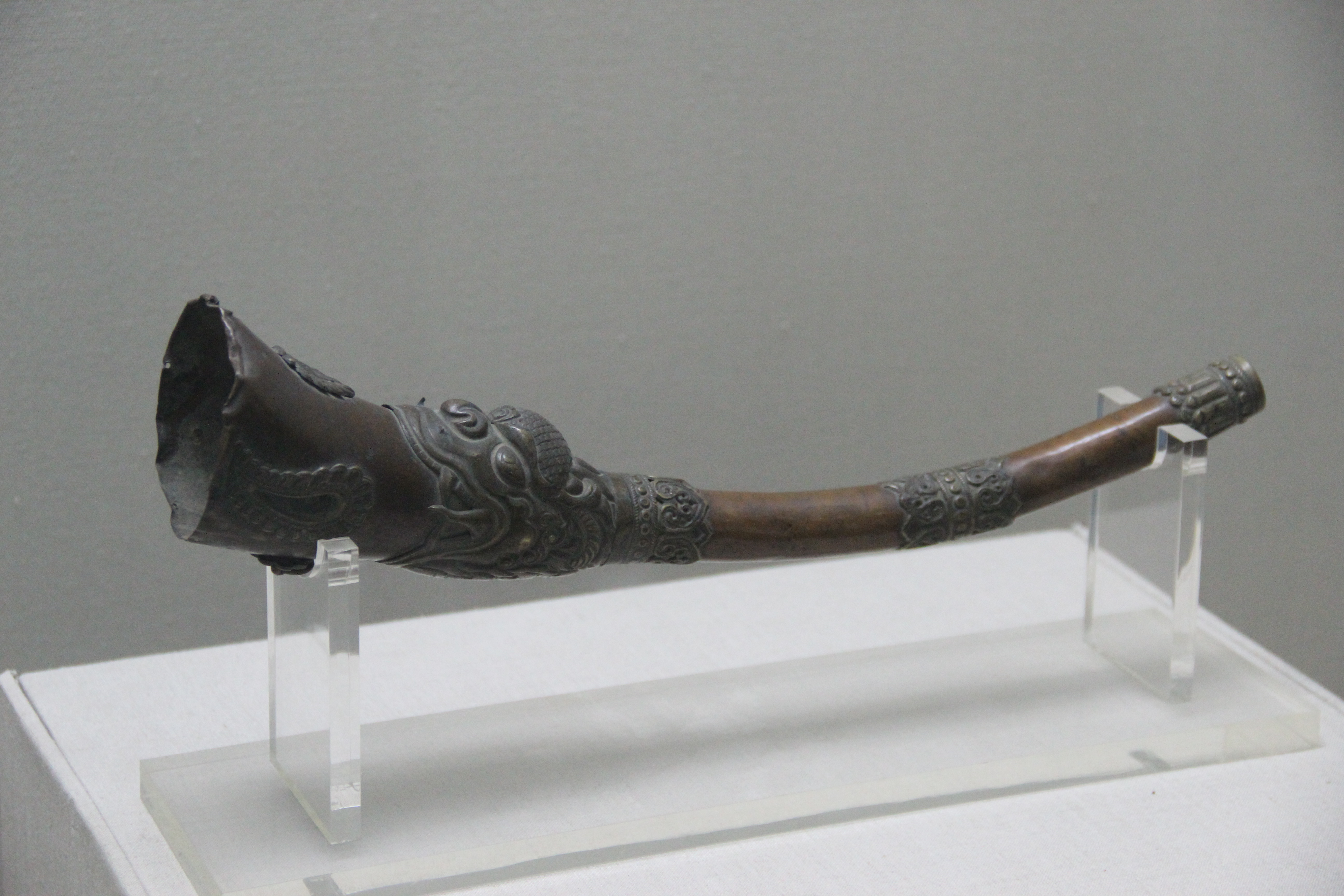
Trompeta de Mongolia Interior

La música de la corte mongola está reviviendo en Mongolia Interior. En 1984 se hizo un importante descubrimiento en el Estandarte Ar Khorchin de Mongolia Interior. En un templo cercano a las ruinas de su palacio Chagan Haote (Ochirt Tsagan Khot) se encontraron 15 capítulos anotados de la música de corte del último gran kan mongol Ligdan (1588-1634). Ya se sabía que la dinastía Qing valoraba mucho la música de la corte mongola y la convertía en parte integrante de sus ceremonias reales, especialmente en los banquetes. En el Da Qing Hui Dian (大清會典) se recoge: «El emperador Taizong (Hong Taiji) pacificó Chakhar y obtuvo su música. La incluyó en la sección de la música de Yan (燕). Es música mongola".
Los emperadores manchúes Hong Taiji (reinó 1626-1643), Kangxi (reinó 1662-1722) y Qianlong (reinó 1735-1799) compilaron enciclopedias musicales que incorporaban la antigua música de la corte mongola de Ligdan Khan. En la «Lulu Zhengyi Houbian» (吕律正义后编), compilada en 1741 por el emperador Qianlong, la música mongola se divide en «Jia Chui Yue Zhang» (笳吹乐章) y «Fan Bu He Zou» (番部合奏). El Jia Chui Yue Zhang se utilizaba en las cortes mongolas para alabar al Khan y a la familia real, mientras que el Fan Bu He Zou estaba influido por formas elegantes de la música folclórica. En 1814, el noble, erudito y músico mongol Rong Zhai (荣斋) compiló el manual musical real Xiansuo Beikao (弦索备考). 

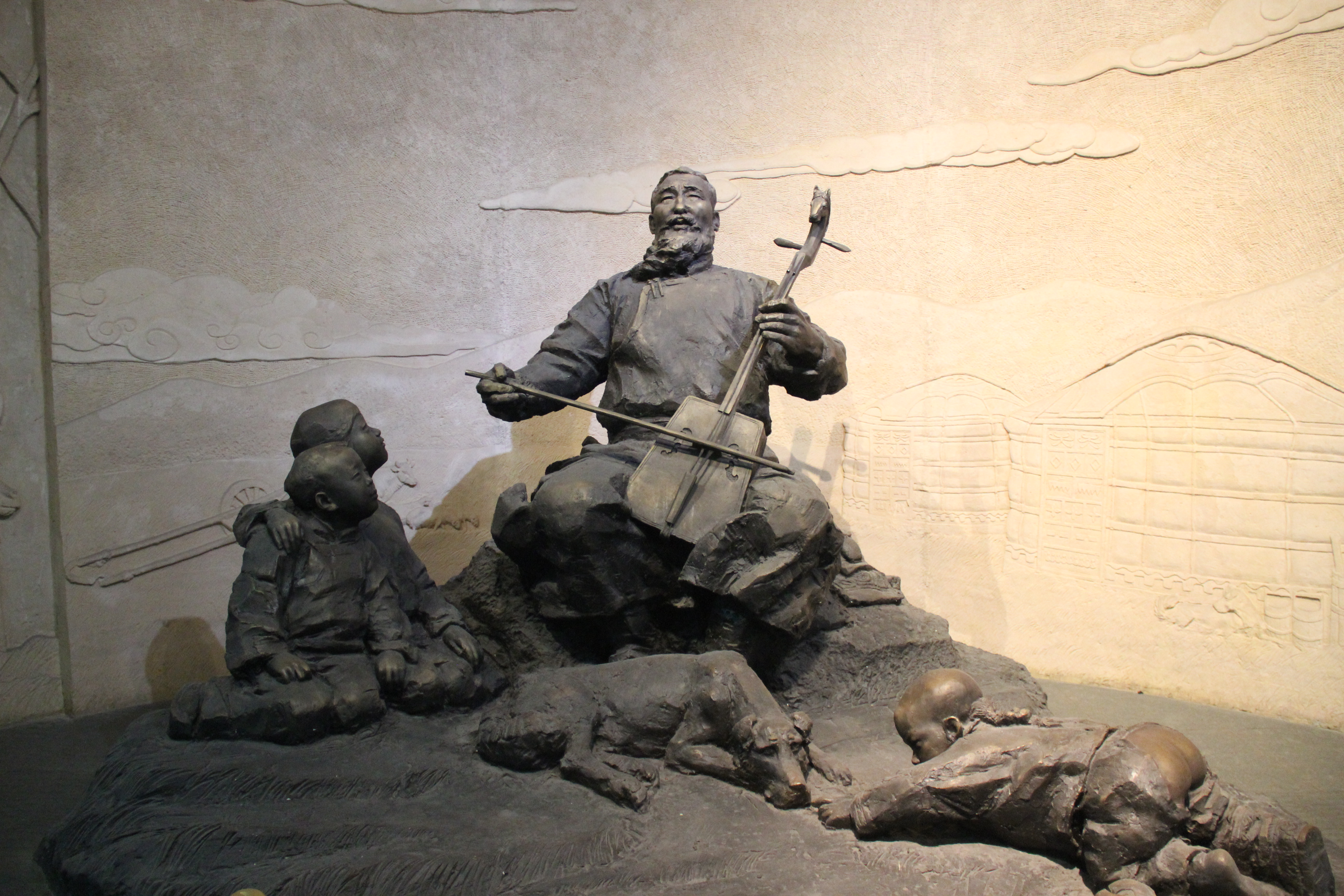
Estatua de un hombre tocando música tradicional de Mongolia Interior con un morin khuur ("violín de cabeza de caballo").

En 2009, el profesor mongol Hugjiltu y las autoridades culturales de Mongolia Interior apoyaron la creación del Conjunto de Música de la Corte del Khan Mongol (Menggu Han Ting Yuedui, 蒙古汗廷乐队), que ha revivido con éxito la música de la corte de Ligdan Khan. En julio de 2010 contaba con 57 intérpretes dirigidos por el profesor Hugjiltu. Se puede encontrar un vídeo del Ensemble en Youku. En julio de 2012 se celebró la Conferencia de Investigación de Toda China para estudiar la música de la corte mongola. Reunió a profesores de muchas organizaciones diferentes. En 2011, la música de la corte mongola fue inscrita en la Lista de Patrimonios Culturales Inmateriales de Mongolia Interior. 
Entre las canciones cortesanas que se conservan de los 15 capítulos del antiguo libro de papel encuadernado con cuerdas figuran «Ikh Shivan», «Bagsh dokhio» y «Aduu khuraakhui». Hay unas 80 melodías y 18 instrumentos y dos tipos principales de danza llamados «Bichgiin Bujig» (Danza literaria) y «Tsergiin Bujig» (Danza guerrera). El contenido de las canciones refleja principalmente alabanzas al emperador, al Estado, costumbres religiosas, enseñanzas filosóficas y sabiduría popular. Esta música de corte se remonta al primer año de reinado de Gengis Kan y se desarrolló durante la dinastía Yuan, bajo Kublai Kan.

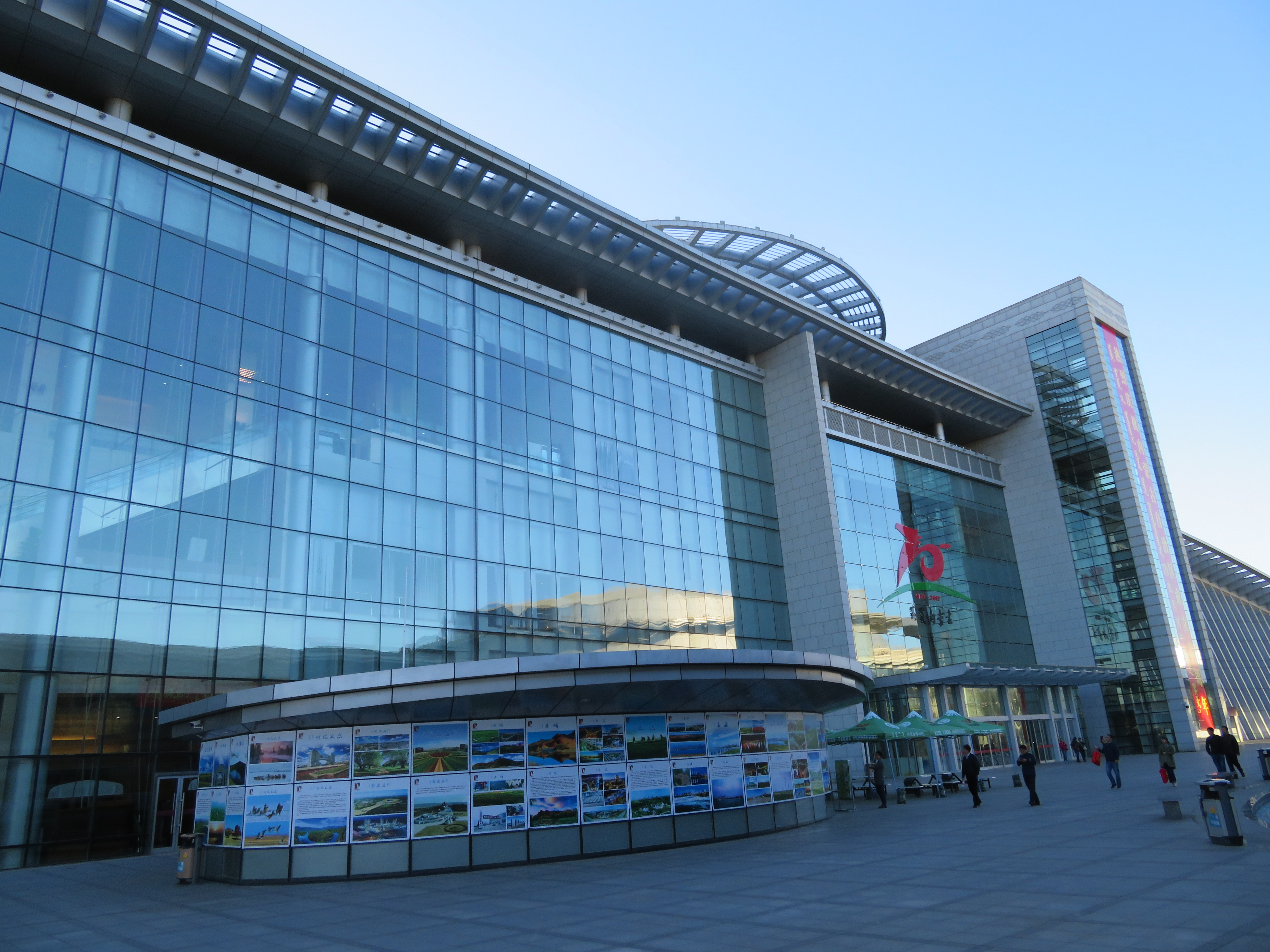
Museo de Mongolia Interior

### Arqueología
Las pinturas rupestres de la montaña Zhuozi, también conocidas como petroglifos de Zhuozi Shan, arte rupestre de la montaña Zhouzi o grupo de pinturas rupestres de la montaña Zhuozi, es un lugar histórico y cultural situado al pie occidental de la montaña Zhuozi, en la ciudad de Wuhai, Mongolia Interior, República Popular China.
Las pinturas rupestres de la montaña Zhuozi, que datan de hace más de 5000 años, son un importante lugar histórico y cultural protegido a nivel nacional en China. Este lugar histórico y cultural incluye máscaras de Dios, huellas, imágenes de seres humanos, jinetes en viajes de caza, animales, símbolos, etc., pero principalmente máscaras de Dios.
Las pinturas rupestres fueron descubiertas por primera vez por un pastor local en 1973 y han sido observadas y estudiadas por la comunidad arqueológica desde 1979.

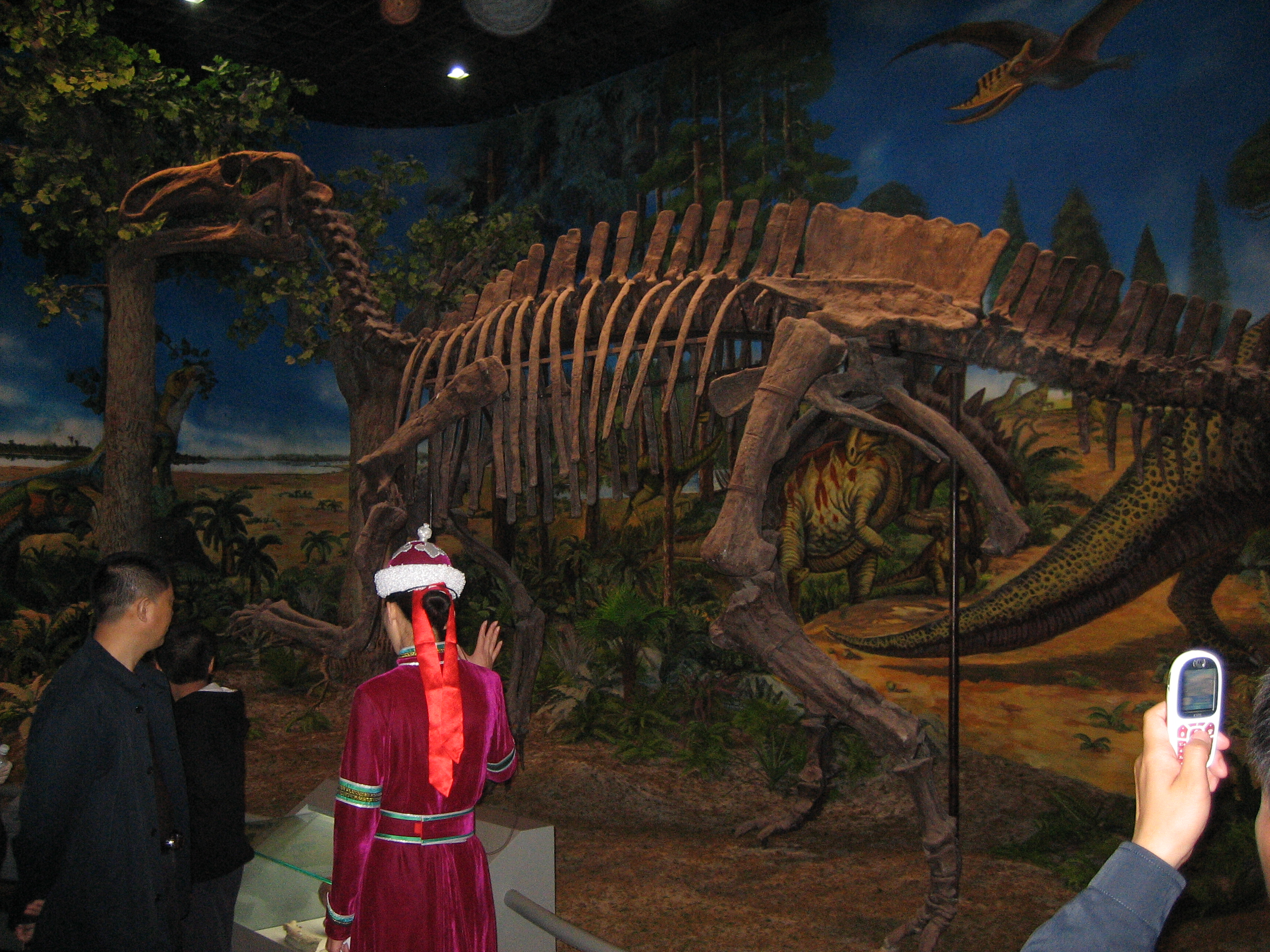
Esqueleto de Dinosaurios en Mongolia Interior

Aunque es imposible determinar la antigüedad exacta de las pinturas rupestres de la montaña Zhuozi por medios científicos, en general se tiene la certeza de que son los restos de una cultura neolítica.
Las Pinturas Rupestres de las Montañas Mandela, también conocidas como Grupo de Pinturas Rupestres de las Montañas Mandela, son imágenes talladas en las Montañas Mandela, que ocupan una superficie de 18 kilómetros cuadrados, con más de 6.000 pinturas.
Pinturas rupestres de las montañas Mandela, con fama de ser el «fósil viviente del mundo del arte» (美术世界活化石), abarca desde el Neolítico hasta la dinastía Qing y cubre la caza, el pastoreo, el sol, la luna y las estrellas.
En marzo de 1986, el Instituto de Gestión de Reliquias Culturales de la Bandera Derecha de Alxa (阿拉善右旗文物管理所) descubrió por primera vez el Grupo de Pinturas Rupestres de las Montañas Mandela.
El periodo de creación de las Pinturas Rupestres de las Montañas Mandela puede dividirse en cinco periodos, a saber, el Neolítico, la Edad de Bronce, la dinastía del Norte hasta la dinastía Tang, Xia Occidental, y las dinastías Yuan, Ming y Qing.
Las Pinturas Rupestres de las Montañas Mandela se incluyeron en la lista de protección de reliquias culturales de la Liga de Alashan en 1987 y se catalogaron como unidad provincial de protección de reliquias culturales en Mongolia Interior en 1996. En 2013, se incluyeron en el séptimo lote de la lista de Principales Sitios Históricos y Culturales Protegidos a Nivel Nacional en China.

### Medios de Comunicación
Radio y Televisión de Mongolia Interior (NMTV, en chino: 内蒙古广播电视台; pinyin: Nèiménggǔ guǎngbò diànshìtái; mongol: Өвөр Монголын Радио-Телевиз Хороо, romanizado: Övör Mongolyn Radio-Televiz Khoroo) es una cadena de radio y televisión de Hohhot, en la Región Autónoma de Mongolia Interior. La Red de Radiodifusión de Mongolia Interior comenzó a funcionar en 1950 y la televisión en 1960; ambas se unieron en 2016. NMTV emite actualmente en chino mandarín y mongol.
La editorial educativa de Mongolia Interior, (IMEP), es una empresa editorial de la región autónoma de Mongolia Interior, en la República Popular China. Se fundó en 1960. Publican unos 2.000 artículos al año, entre los que se incluyen traducciones de obras japonesas, rusas, inglesas y de otras lenguas extranjeras, así como dos publicaciones periódicas en mongol. Colaboran con la Oficina de Edición de Materiales Educativos en Lengua Mongola para Escuelas y Universidades (大中专蒙古文教材编审办公室) para imprimir y publicar unos 235.000 ejemplares de 500 ediciones de materiales educativos en mongol, que se distribuyen y utilizan en escuelas de ocho provincias diferentes de China.
NMTV también se emite en Mongolia por cable. En Mongolia, el canal fue polémico a partir de 2006, porque ofrecía su propia visión de la historia mongola.
La Editorial Popular de Mongolia Interior (IMPPH) es una empresa editorial con sede en Hohhot, capital de la región autónoma de Mongolia Interior de la República Popular China. Fue fundada en 1951. Su presidente es Wang Dongsheng (王东生).
La IMPPH publica obras originales en chino y mongol, así como traducciones de obras en inglés.

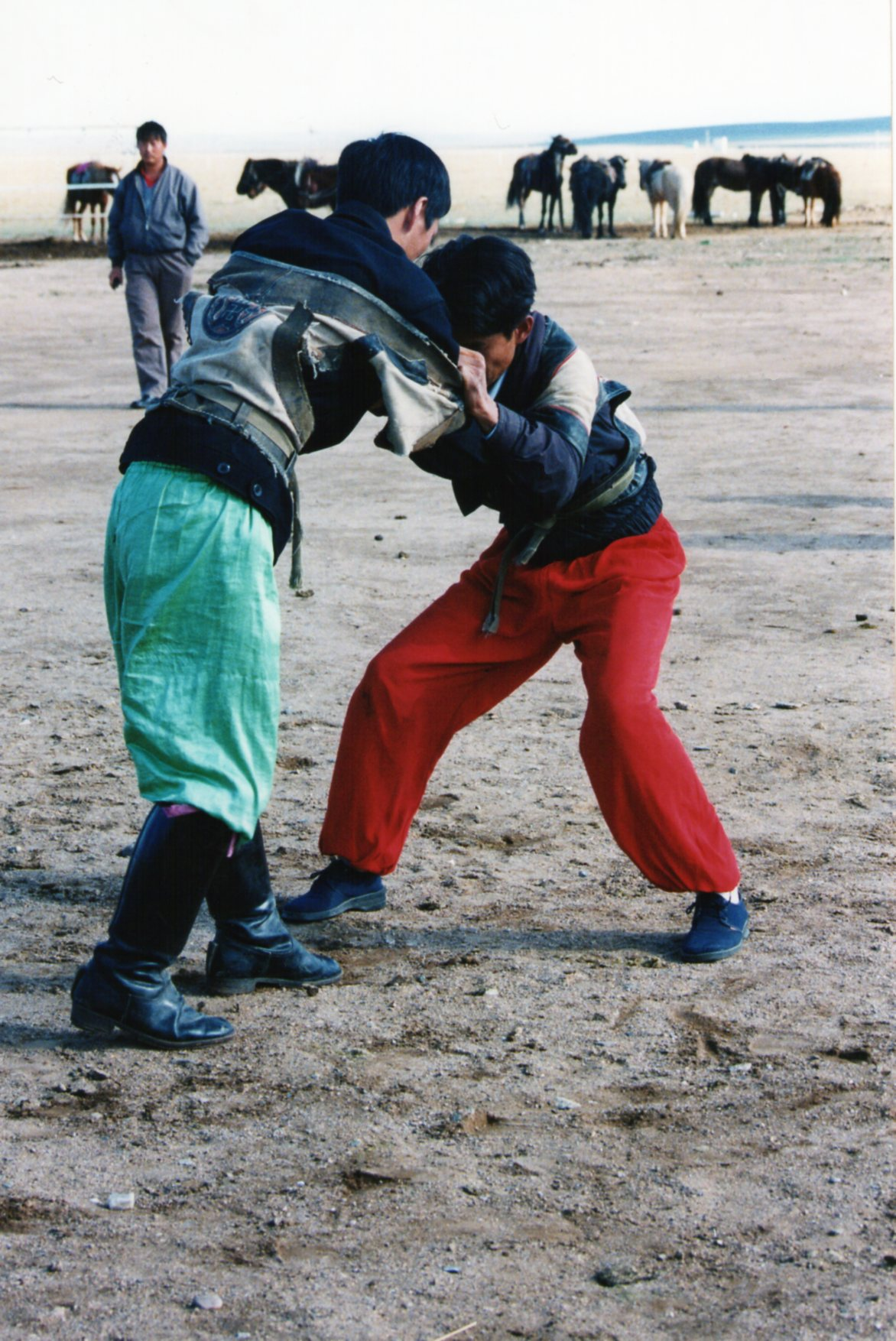
2 hombres practicando la lucha mongola en Mongolia Interior

La IMPPH ha sido acusada de violación de los derechos de propiedad intelectual en varias ocasiones. En 2001, apareció un libro con el sello de la IMPPH, cuyo seudónimo, título, portada y contenido guardaban un gran parecido con Triple Doors, de Han Han; sin embargo, un portavoz de la IMPPH negó que la empresa hubiera impreso realmente esos libros, alegando en su lugar que otra parte estaba haciendo un uso indebido de su nombre. Un artículo de 2004 del China Youth Daily también afirmaba que el libro de 2001 de la IMPPH sobre el chengyu plagiaba unas 500.000 palabras de un libro similar publicado cuatro años antes por la China Youth Press.
En 2004, la IMPPH también fue multada por la Administración General de Prensa y Publicaciones por comerciar con números de registro de libros, que vendieron a una editorial de Jiangxi, lo que permitió a esta última llevar a cabo actividades de publicación ilegales.

## Deporte
El deporte desempeña un papel importante en Mongolia Interior, una región conocida por su patrimonio cultural único y sus vastas praderas. La escena deportiva de la región está muy influenciada por la cultura tradicional mongola, en especial eventos como la lucha, las carreras de caballos y el tiro con arco, conocidos colectivamente como los «Tres Juegos Varoniles». Estos deportes son fundamentales en el Festival Naadam, que se celebra anualmente y refleja el valor y la destreza del pueblo mongol.

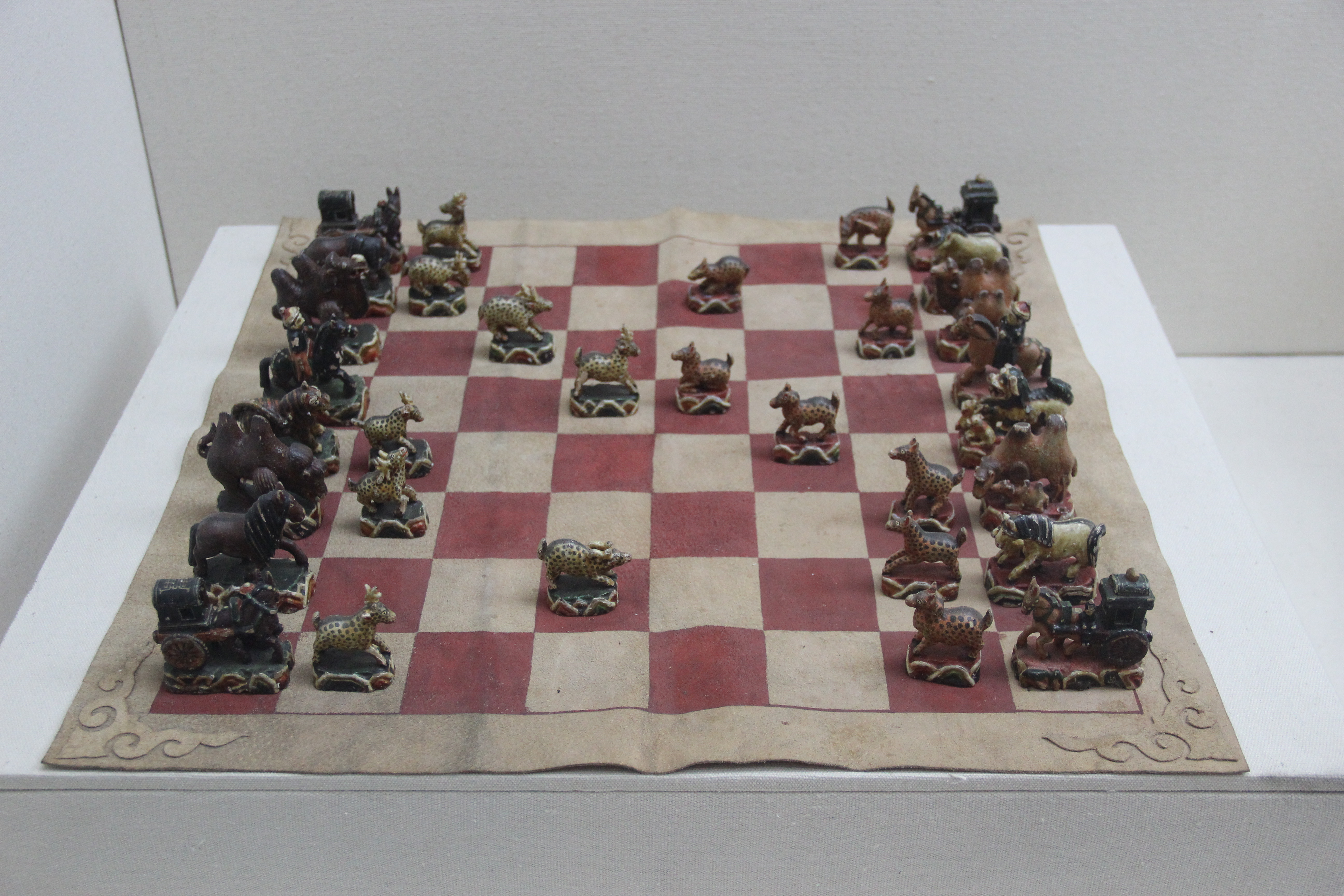
Conjunto de piezas de ajedrez Qing Mongolas

La lucha mongola, o «Bökh», es uno de los deportes más populares. No es sólo una prueba de fuerza, sino también una exhibición de gracia, en la que los luchadores visten atuendos tradicionales y realizan intrincados movimientos de danza. Las carreras de caballos en Mongolia Interior son otro acontecimiento espectacular, en el que a menudo participan jóvenes jinetes que recorren las estepas en competiciones de resistencia. El tiro con arco, un deporte que se remonta a las tradiciones guerreras del Imperio Mongol, también se practica ampliamente, lo que pone de relieve los profundos lazos históricos de la región con estas actividades.
Además, Mongolia Interior ha aprovechado su paisaje único para promover los deportes de invierno. El clima frío y los inviernos nevados de la región ofrecen condiciones ideales para actividades como el esquí y el patinaje sobre hielo, que atraen a turistas e impulsan las economías locales.
En general, los deportes en Mongolia Interior ofrecen una considerable mezcla de tradición y modernidad, mostrando el rico patrimonio de la región al tiempo que adoptan nuevas tendencias e influencias globales. Con estas actividades, Mongolia Interior sigue preservando su identidad cultural al tiempo que fomenta el espíritu de comunidad y promueve la forma física.

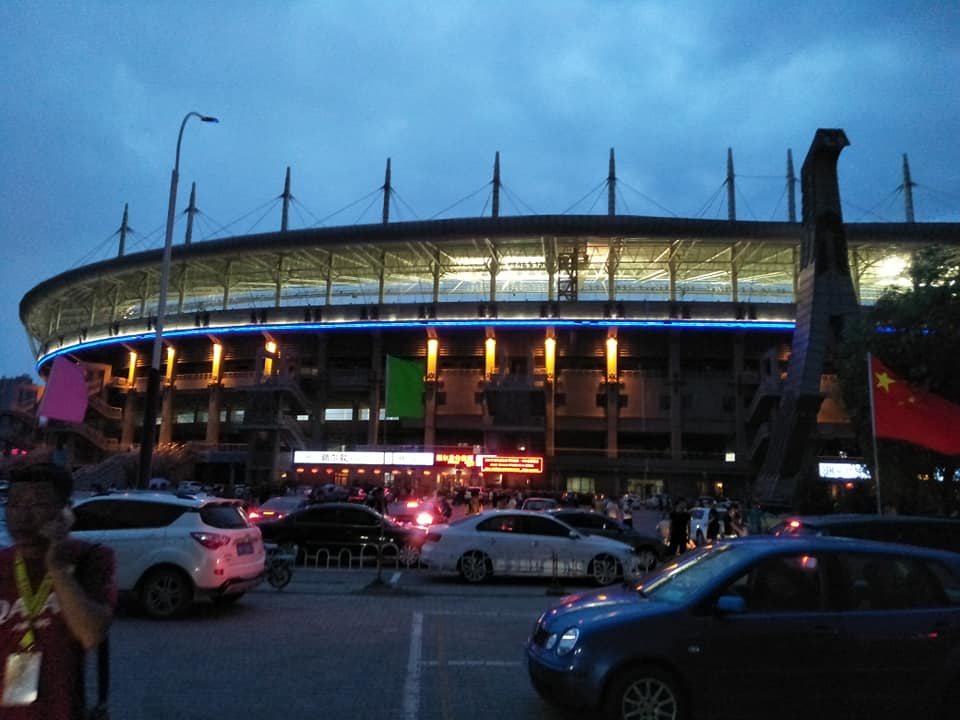
Estadio de la ciudad de Honhot en 2018

Algunos deportes que son populares en Mongolia Interior incluyen:
El hockey sobre hierba, deporte tradicional del pueblo Daur, se considera la cuna del hockey en China. En 2006 se incluyó en la lista del patrimonio cultural nacional. 
Algunos deportes étnicos de Mongolia Interior son:
Carrera de relevos a caballo , «rugby» de pastizales , Lucha femenina, Carreras de camellos, Tiro con arco mongol
El Inner Mongolia Caoshangfei F.C. se fundó en 1998 como equipo aficionado y acabó convirtiéndose en una unidad profesional en 2015. 
Los Juegos Nacionales de invierno de 2024 se celebraron en el Centro de Entrenamiento de Deportes de Hielo de Mongolia Interior, en Hulun Buir. 
Otros deportes populares en Mongolia son: las carreras de caballos, el tiro con arco, la lucha, el baloncesto y el fútbol